# Pardubice
Pardubice jsou univerzitní a statutární město v okrese Pardubice na východě Čech, metropole Pardubického kraje s výraznou správní, obytnou, obslužnou a výrobní funkcí pardubicko-hradecké aglomerace. Leží ve východní části Polabí na soutoku řek Labe a Chrudimky, přibližně 100 kilometrů východně od Prahy a 20 kilometrů jižně od Hradce Králové v nadmořské výšce přibližně 220 metrů.
Pardubice mají přibližně 92 tisíc obyvatel, a jsou tak devátým největším městem Česka, jsou také největším městem Pardubického kraje i okresu Pardubice. Výměra území města je 82,7 km². Pardubice se dělí na 8 samosprávných městských obvodů a 20 katastrálních území. První dochovaná zmínka o existenci Pardubic pochází z roku 1295, k roku 1340 jsou už připomínány jako město. Největší rozkvět prodělaly za pánů z Pernštejna. Na konci 16. století a v 17. století nastal úpadek. Nový rozvoj města přišel od poloviny 19. století s připojením města na železnici. Vznikla zde řada průmyslových podniků jako lihovar, cukrovar, továrna na mlýnské stroje, Fantova rafinérie minerálních olejů a další. Po druhé světové válce došlo k masivní výstavbě nových čtvrtí především na okraji města a počet obyvatel se rychle zdvojnásobil.
Sídlí zde Univerzita Pardubice, dále např. okresní soud a pobočka krajského soudu. Historické centrum je od roku 1964 městskou památkovou rezervací. Hlavními průmyslovými odvětvími jsou průmysl chemický, strojírenský a elektrotechnický. Už od 16. století jsou proslulé výrobou perníku. Významné sportovní události jsou slavné koňské dostihy Velká pardubická, motocyklový závod Zlatá přilba, Mezinárodní festival šachu Czech Open či tenisová Pardubická juniorka. Známá je železniční a letecká doprava. Od roku 1909 tu sídlí Východočeské divadlo, působí zde profesionální Komorní filharmonie Pardubice.

## Etymologie

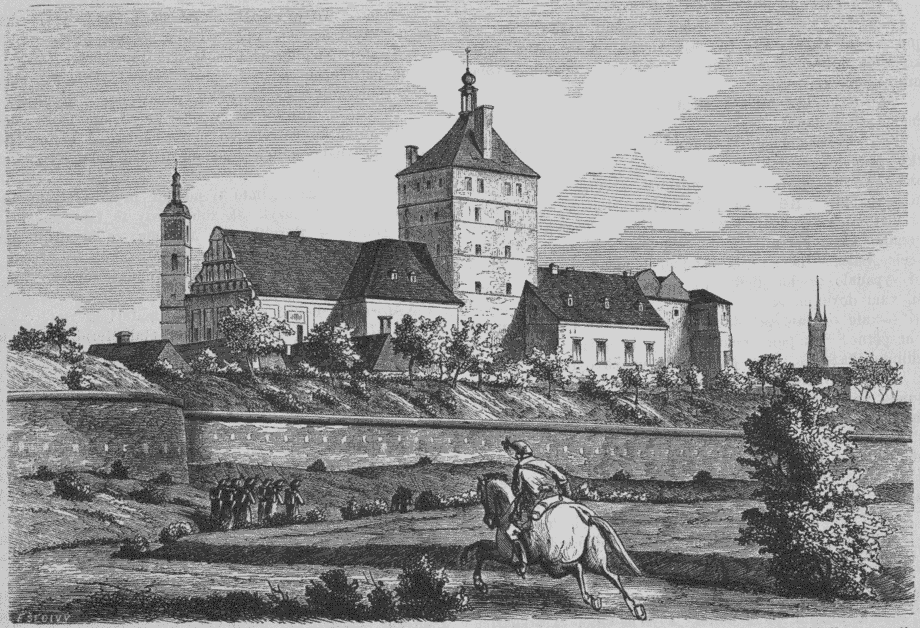
Pardubický zámek v polovině 19. století

Původní ves, doložená v roce 1295, nesla název Pordoby. Místní jméno tedy dříve znělo Pordobice (1318 „de Pordobitz“), tj. „ves lidí Pordobových“. Pordobice se nacházely na území dnešní čtvrti Pardubičky, jihovýchodně od středu města. Dle jedné teorie jméno do Polabí přinesli z Polska mniši řádu cyriaků (podle polského místního jména Porydęb), kteří spravovali zdejší kapli sv. Jiljí. Dle jiné teorie existovalo pojmenování „in Pordabii“ v listině z roku 1295, tedy ještě před příchodem zmíněných mnichů, a naopak polská místní jména jsou odkazem na české Pardubice. 
Hláskovou změnu Pordob- na Pardub- lze vysvětlit snahou po disimilaci dvou -o- a možná i mylnou asociací se spojením „pár dubů“, popřípadě osobním jménem Pardus; výklad není zcela jistý. Německá podoba názvu města zní Pardubitz.

## Dějiny

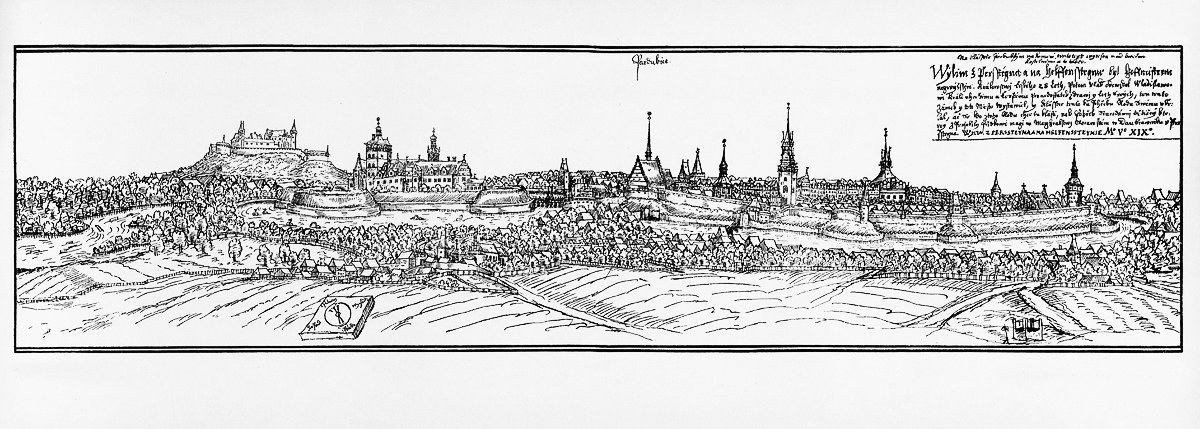
Veduta Pardubic, Jan Willenberg, 1602

První dochovaná zmínka o existenci Pardubic pochází z roku 1295, kdy papež Bonifác VIII. potvrdil zdejší klášter cyriaků a kostel sv. Bartoloměje.

### Pánové z Pardubic a Pernštejnové
Prvním vlastníkem Pardubic na začátku 14. století byl Púta z Dubé. Kolem roku 1325 vyměnili jeho synové Pardubice s rytířem Arnoštem z Hostýně. Jeho syn Arnošt z Pardubic byl prvním pražským arcibiskupem. Na scénu nastoupil šlechtický rod pánů z Pardubic, kteří měli ve svém znaku přední bílou (stříbrnou) polovinu koně se zlatou uzdou na červeném štítu. Arnoštova závěť z roku 1340 je prvním dokladem o existenci Pardubic jako města, přesněji jako poddanského městečka. Povýšení Pardubic na městečko se tedy uskutečnilo někdy v letech 1332–1340. V roce 1390 byla postoupena část panství Hanušovi z Milheimu. Dalším majitelem po jeho smrti se na začátku husitských válek stal Viktorín Boček z Kunštátu a Poděbrad. Za husitských válek Pardubice pravděpodobně získal úchvatem moravský šlechtic Jan Hlaváč z Mitrova.
V roce 1491 Pardubice koupil Vilém II. z Pernštejna, nejmocnější šlechtic tehdejšího českého království. Vedle zvelebování města a panství se pustil i do pozdně gotické přestavby zdejšího vodního hradu, jeho synové Vojtěch a Jan pak pokračovali ve stylu renesančním. Tento historický unikát – přechod obranného vodního hradu na rozlehlý a pohodlný pardubický zámek – lze obdivovat dodnes. Pernštejnové se zasloužili i za celé historické městské jádro s renesančním náměstím, malebnými uličkami a dominantou Pardubic – Zelenou bránou.
Po slavné éře Pernštejnů, kteří zadlužené panství prodali v roce 1560 arciknížeti Maxmiliánu II. Habsburskému, nastal úpadek. Třicetiletá válka město ještě více zbídačila.

### 19. století

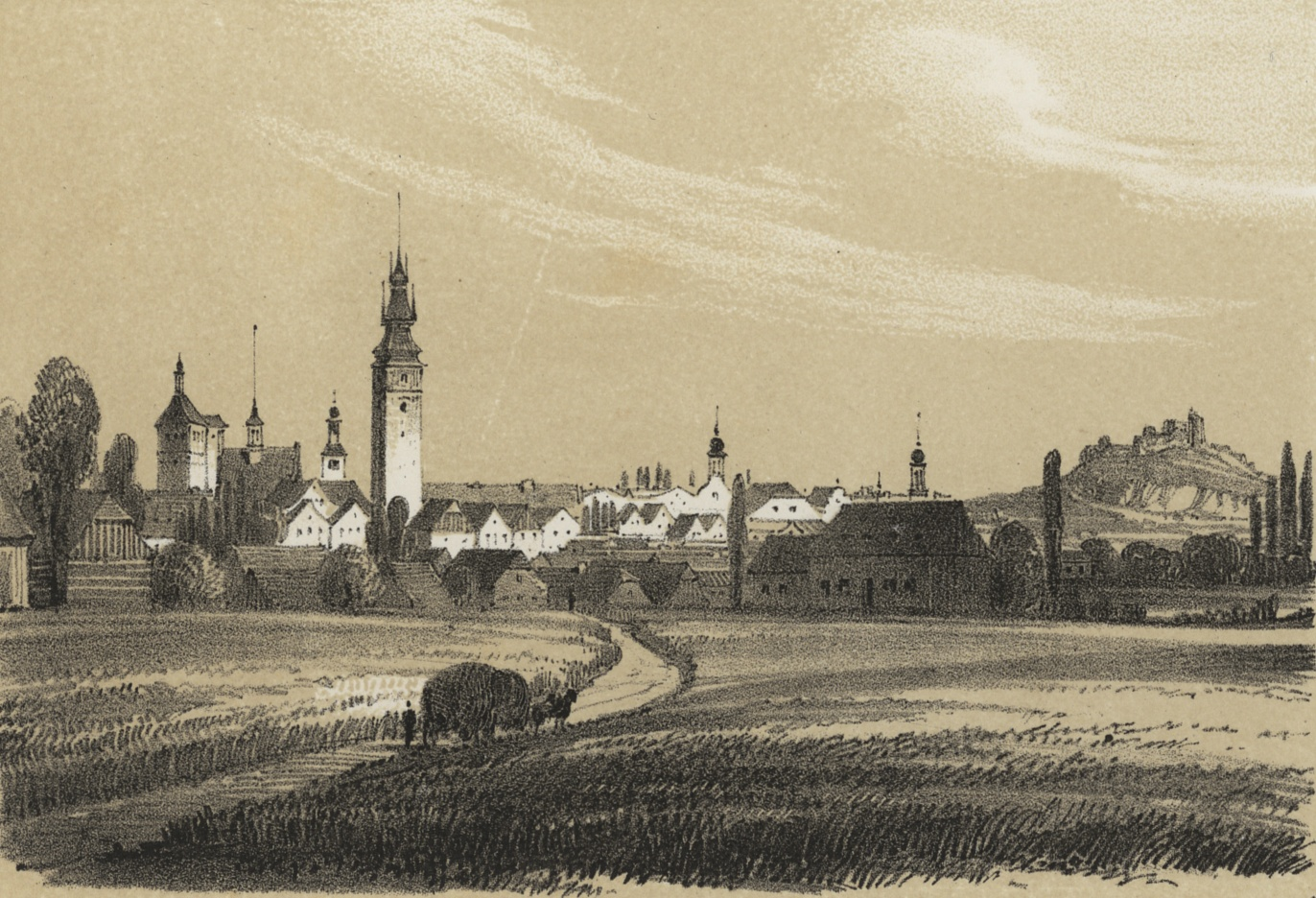
Pohled na Pardubice v roce 1845 z nové železniční trati.

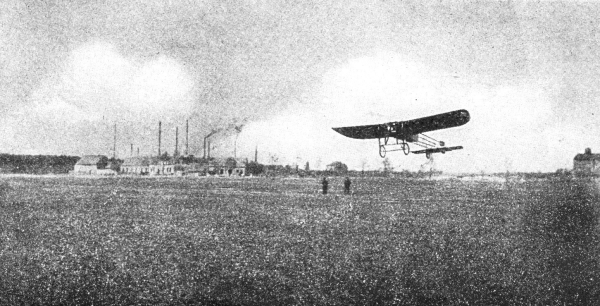
Vzlet Kašparova letadla v Pardubicích

Nový rozvoj města přišel až v polovině 19. století. 20. srpna 1845 přijel do Pardubic první vlak severní státní dráhy z Olomouce do Prahy. Ve druhé polovině století byly z města postupně rozvětveny další železniční tratě a vznikly průmyslové podniky jako lihovar, cukrovar, výrobce mlýnských strojů Josefa Prokopa synové, Fantova rafinérie minerálních olejů a další.
Podobně jako v jiných místech země tehdy došlo ke značnému rozvoji kultury, sportu a dalších odvětví. 5. listopadu 1874 se poprvé běžel světoznámý dostih Velká pardubická. Centrem kultury se stal hotel Veselka (zbořen 1972)

### 20. století
V roce 1903 se v Bubeníkových sadech uskutečnila Východočeská výstava. V roce 1909 bylo postaveno Městské divadlo. Pardubice se staly kolébkou českého letectví, když 13. května roku 1911 uskutečnil inženýr Jan Kašpar první dálkový let z Pardubic do Velké Chuchle u Prahy, kde přistál na dostihovém závodišti.
V roce 1915 zahájila v Pardubicích činnost jedna z největších vojenských nemocnic (lazaretů) ve Střední Evropě. Lazaretem prošly statisíce vojáků, měl početný personál, mezi 750 zdravotními sestrami byla i dcera budoucího prezidenta – Alice Masaryková.

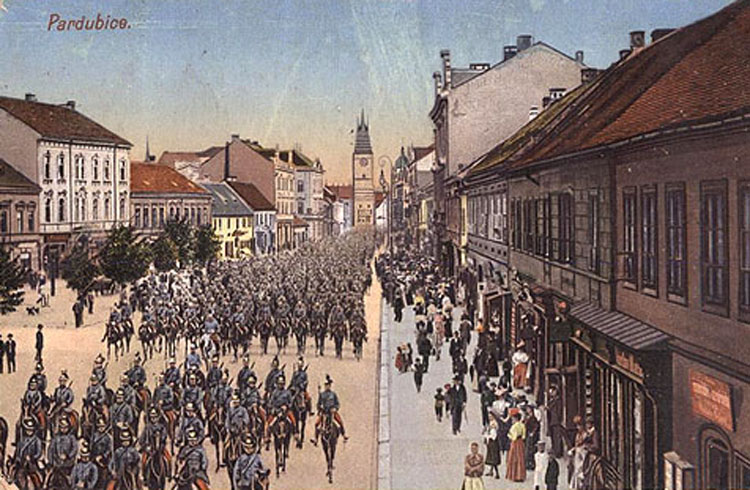
Třída Míru roku 1910

Po první světové válce došlo k dalšímu rozmachu průmyslu. Vznikly firmy Explosia a Synthesia, také Telegrafia, později známá jako Tesla. V roce 1931 se ve městě konala celostátní Výstava tělesné výchovy a sportu. V té době byl postaven i hotel Grand a Průmyslové muzeum, dnes Střední průmyslová škola potravinářská.

#### Druhá světová válka

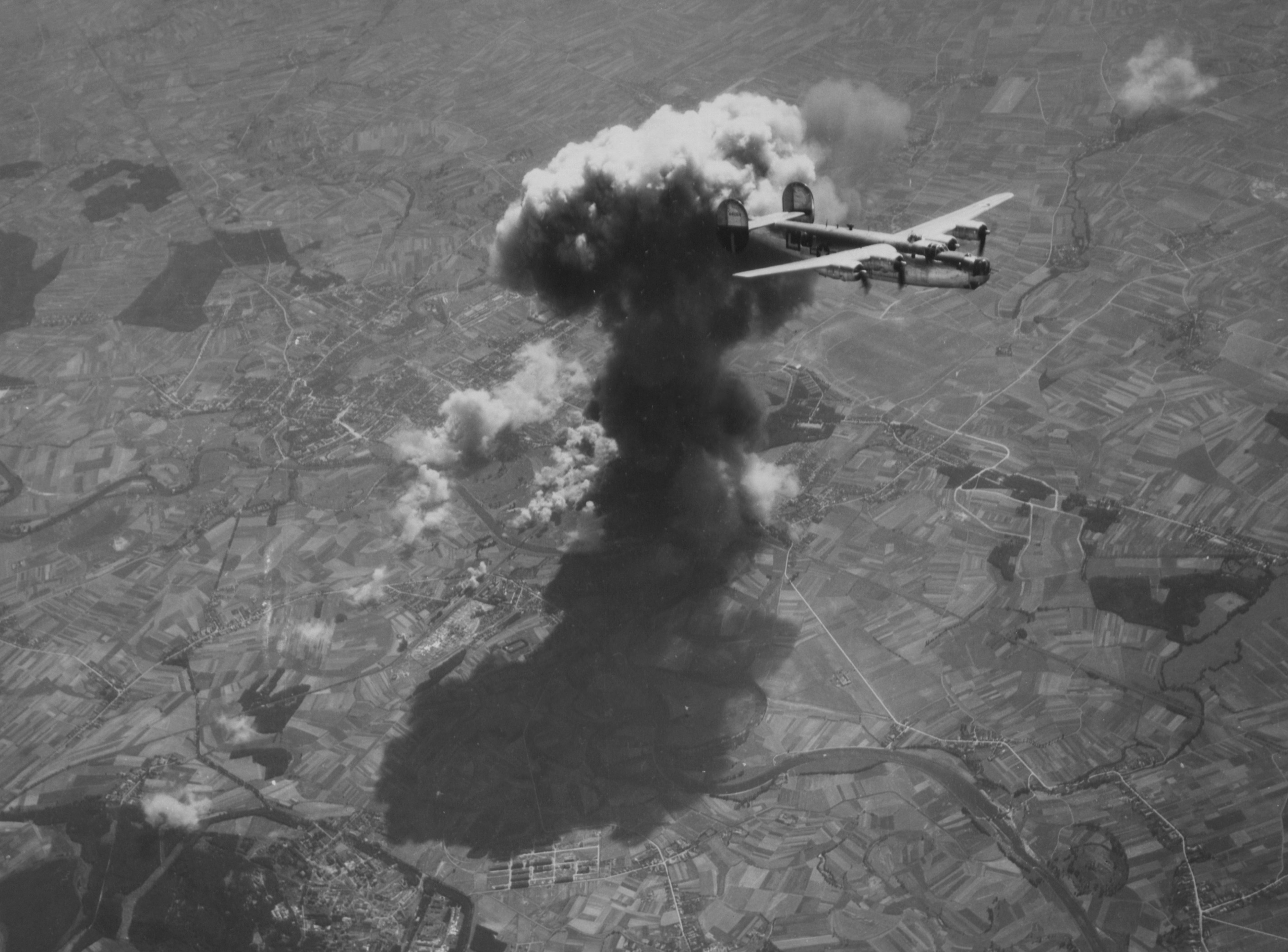
Americký B-24 Liberator nad hořící Fantovou rafinerií během náletu 24. srpna 1944

V Pardubicích se v roce 1942 za pomoci místních odbojářů skrývali členové výsadkové skupiny Silver A Alfréd Bartoš a Josef Valčík. Postupně do své zpravodajské sítě začlenili desítky spolupracovníků pardubické Gestapo o ní nemělo tušení. Zrada jiného z výsadkářů Karla Čurdy ale nakonec přivedla na popraviště mnoho občanů města.
Od července do prosince 1944 byly Fantova rafinerie a pardubické letiště terčem tří náletů britského a amerického letectva, největší byl druhý 24. srpna 1944. Celkem bylo svrženo 870 tun bomb, které způsobily velké škody i ve městě; zahynulo 263 lidí (vč. 19 německých vojáků) a přes tisíc budov bylo zničeno nebo poškozeno včetně staré budovy nádraží.

#### Poválečný rozvoj
Po válce se započalo s výstavbou nových čtvrtí, ještě ve čtyřicátých letech to bylo sídliště Dukla v místě dřívější Válečné nemocnice Pardubice a sídliště Tesla, v roce 1957 sídliště Višňovka a sídliště Na drážce. Roku 1952 byla ve městě zavedena trolejbusová doprava. Roku 1958 bylo vybudováno nové vlakové nádraží. V šedesátých letech se začala stavět sídliště Polabiny na pravém břehu Labe. Poté byla vybudována ještě sídliště Dubina, Karlovina, Závodu Míru a Pardubice-sever.

## Geografie

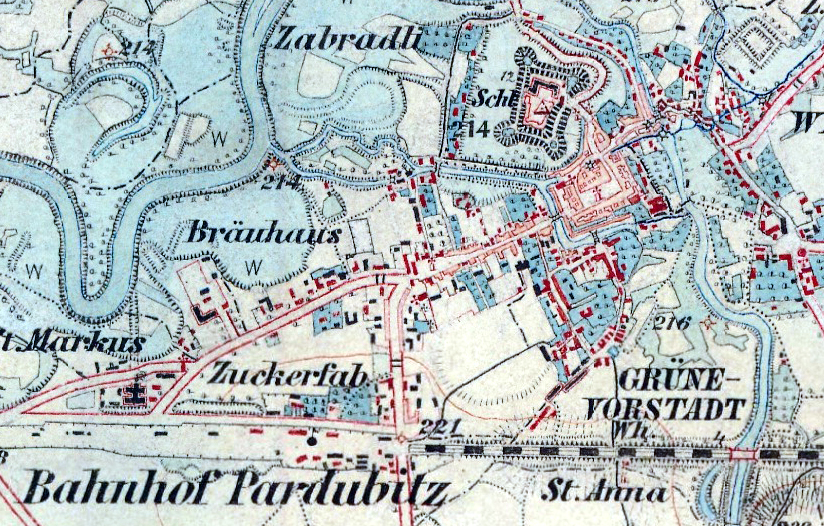
Mapa Pardubic z Třetího vojenského mapování, 1877–1880

Pardubice leží převážně na levém břehu Labe, centrum pod soutokem s Chrudimkou přibližně na 15 ¾° východní zeměpisné délky a 50 ° severní šířky, 98 km na východ od Prahy, 20 km jižně od Hradce Králové, okolo 10 km severně od Chrudimi. Fytogeograficky patří Pardubicko do oblasti mírného pásma opadavých listnatých lesů palearktické oblasti. Město se rozkládá v Polabské nížině v nadmořské výšce 211 až 258 metrů (Stropinský vrch, katastrální území Hostovice). Sousedními obcemi sídla jsou Valy, Kunětice, Třebosice, Černá u Bohdanče, Spojil, Barchov, Bezděkov, Lázně Bohdaneč, Dašice, Tuněchody, Úhřetice, Srnojedy, Sezemice, Přelouč, Úhřetická Lhota, Staré Hradiště, Staré Jesenčany, Srch, Rybitví, Starý Mateřov, Ostřešany, Mikulovice, Kostěnice a Živanice.

## Obyvatelstvo

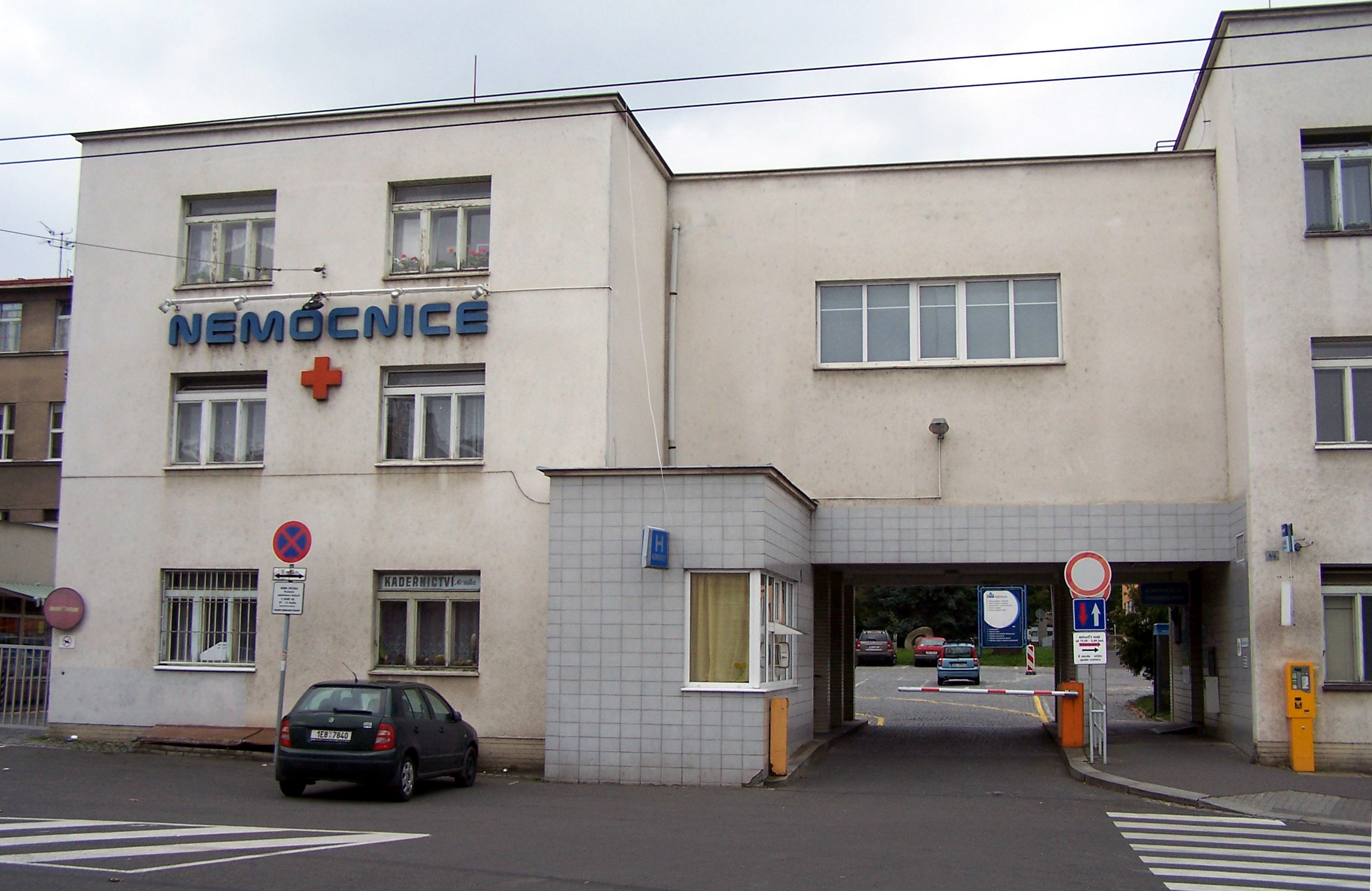
Hlavní vchod do pardubické nemocnice

Počet obyvatel Pardubic od počátku 19. století stoupal díky rozvoji průmyslu, který zaznamenal velký růst po napojení města na železnici. Největšího počtu, 96 036 obyvatel, dosáhly Pardubice ke konci roku 1989, od té doby se však počet trvale žijících obyvatel stále mírně snižuje. Z porovnání počtu obyvatel Pardubic a okresu vyplývá soustřeďování obyvatel do okresního města až do roku 1991, od kterého podíl obyvatel města vůči celému regionu mírně klesá zejména v důsledku dostupnějšího bydlení v okolních obcích (tzv. suburbanizace). Celá hradecko-pardubická aglomerace měla k roku 2019 celkem 340 423 obyvatel. Do vlastního města dojíždí 20 tisíc lidí za prací a za studiem.
Podle sčítání lidu v roce 1921 zde žilo v 1 743 domech 25 162 obyvatel, z nichž bylo 11 802 žen. 23 722 obyvatel se hlásilo k československé národnosti, 551 k německé a 62 k národnosti židovské. Podle náboženského vyznání bylo v Pardubicích 15 823 římských katolíků, 1 171 evangelíků, 1 874 příslušníků Církve československé husitské a 554 židů.
Další prvorepublikové sčítání v roce 1930 přineslo následující výsledky: v 2 649 domech žilo 28 846 obyvatel. 27 703 obyvatel se hlásilo k československé národnosti a 647 k německé. Mezi obyvateli bylo 16 604 římských katolíků, 1 579 evangelíků, 5 225 příslušníků Církve československé husitské a 518 židů.
| Rok            | 1869   | 1880   | 1890   | 1900   | 1910   | 1921   | 1930   | 1950   | 1961   | 1970   | 1980   | 1991   | 2001   | 2011   | 2021   |
| -------------- | ------ | ------ | ------ | ------ | ------ | ------ | ------ | ------ | ------ | ------ | ------ | ------ | ------ | ------ | ------ |
| Počet obyvatel | 12 925 | 15 917 | 18 341 | 24 831 | 31 642 | 36 261 | 41 860 | 49 928 | 64 968 | 78 947 | 92 262 | 94 407 | 90 668 | 90 767 | 89 619 |
| Počet domů     | 1214   | 1332   | 1400   | 1810   | 2563   | 3110   | 4718   | 6501   | 7307   | 7994   | 8460   | 9105   | 9359   | 10 462 |        |

| Rok            | 1869 | 1880   | 1890   | 1900   | 1910   | 1921   | 1930   | 1950   | 1961   | 1970   | 1980   | 1991   | 2001   | 2011   |
| -------------- | ---- | ------ | ------ | ------ | ------ | ------ | ------ | ------ | ------ | ------ | ------ | ------ | ------ | ------ |
| Počet obyvatel | 8197 | 10 292 | 12 367 | 17 031 | 20 419 | 25 162 | 28 846 | 35 463 | 48 478 | 62 323 | 52 042 | 46 445 | 21 707 | 20 628 |
| Počet domů     | 582  | 644    | 713    | 972    | 1389   | 1743   | 2649   | 3473   | 4721   | 4253   | 3933   | 3949   | 1628   | 1721   |

Věková struktura obyvatel obce Pardubice roku 2011
Rodinný stav obyvatel obce Pardubice roku 2011
Vzdělání obyvatel obce Pardubice roku 2011

## Správní členění a vývoj

### Katastrální území a městské obvody
Do roku 1940 se město Pardubice skládalo z historického města se zámkem, Zeleného Předměstí a Bílého Předměstí (aglomeraci, v níž k roku 1930 žilo 43 tisíc obyvatel, však tvořily i Nové Jesenčany, Pardubičky a Studánka). Roku 1954 se připojily Pardubičky a Studánka, roku 1960 Doubravice, Cihelna, Ohrazenice, Polabiny, Semtín, Popkovice a Rosice nad Labem, roku 1964 Trnová, Svítkov a Srnojedy, roku 1976 Dražkovice, Nemošice, Mnětice, Drozdice, Černá za Bory, Spojil a Staré Čívice a nakonec roku 1986 Lány na Důlku a Opočínek. Roku 1991 se ale osamostatnil Spojil, který tak tvoří enklávu uvnitř pardubického území, a roku 1994 Srnojedy. Roku 2006 se naopak po referendu připojily Hostovice na východním okraji města.
Správní území Pardubic se od připojení Hostovic roku 2006 skládá z 27 evidenčních částí ležících na 20 katastrálních územích o celkové rozloze 82,655 km². Katastrální území zhruba odpovídají evidenčním částem, výjimkou jsou k. ú. Pardubice (zahrnuje části Pardubice-Staré Město, Zámek, Bílé Předměstí, Zelené Předměstí, Cihelna a Polabiny), Černá za Bory (části Černá za Bory a Žižín) a Semtín (části Semtín a Doubravice). Kvůli připojení obcí podél železnice je protáhlé východo-západním směrem, nejvzdálenější body dělí 19 km. Pardubice jsou největší české město, kde domy nemají přiděleno orientační číslo, druhé je sedmdesátitisícové Kladno.

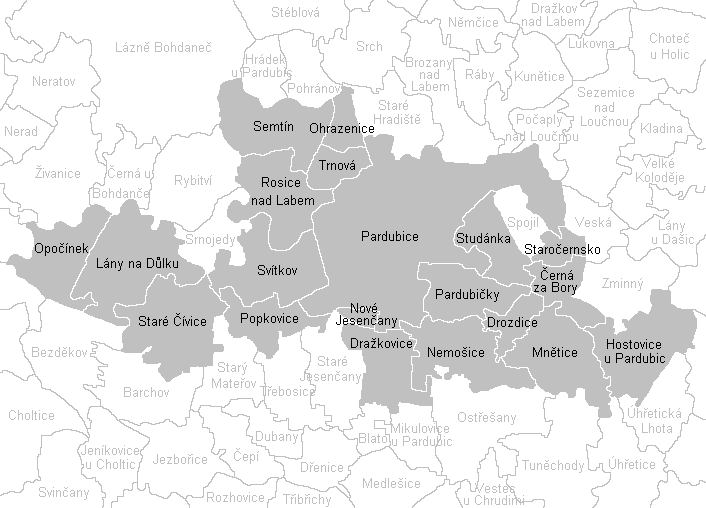
Katastrální území Pardubic a okolí

Kromě toho mají Pardubice osm samosprávných městských obvodů. O vzniku prvních sedmi obvodů bylo rozhodnuto již v roce 1991 coby opatření proti porevolučnímu osamostatňování okrajových částí Pardubic jako zmíněné Spojil a Srnojedy. V první fázi ihned v roce 1991 vznikly právě periferní obvody Pardubice IV, VI a VII. V roce 1996 vznikl obvod Pardubice II a v roce 2002 zbylé tři obvody (Pardubice I, III a IV). Připojením Hostovic v roce 2006 vznikl osmý městský obvod.
- Pardubice I – Bílé Předměstí (část), Pardubice-Staré Město, Zámek, Zelené Předměstí (část)
- Pardubice II – Polabiny, Cihelna, Rosice (část)
- Pardubice III – Bílé Předměstí (část), Studánka (část)
- Pardubice IV – Bílé Předměstí (část), Černá za Bory, Drozdice, Mnětice, Nemošice, Pardubičky, Staročernsko, Studánka (část), Žižín
- Pardubice V – Dražkovice, Nové Jesenčany, Zelené Předměstí (část)
- Pardubice VI – Lány na Důlku, Opočínek, Popkovice, Staré Čívice, Svítkov, Zelené Předměstí (část)
- Pardubice VII – Doubravice, Ohrazenice, Rosice (část), Semtín, Trnová
- Pardubice VIII – Hostovice

Existence obvodů je dlouhodobě kritizována jako zbytečně komplikovaná a drahá (např. srovnatelný Hradec Králové nebo České Budějovice žádné nemají). Na podzim 2012 se primátorka Fraňková v rámci úsporných opatření snažila o zrušení čtyř obvodů v širším centru města I, II, III a V a dále spojení nejvýchodnějších Hostovic (Pardubice VIII) s obvodem IV, ovšem setkávala se s odporem starostů dotyčných částí i jiných stran na magistrátu. Po velkých sporech v zastupitelstvu bylo v dubnu 2013 vyhlášeno referendum s otázkou „Souhlasíte s členěním statutárního města Pardubic na městské obvody?“ na čtvrtek 13. června. Účast byla nízká, pouze 21 %, referendum tedy nebylo závazné; 60 % hlasů bylo pro členění na obvody.

### Instituce
V Pardubicích sídlí Univerzita Pardubice, dále např. okresní soud a pobočka Krajského soudu v Hradci Králové. Sídlí tu středisko Agentury ochrany přírody a krajiny.
Ve městě je umístěna Věznice Pardubice, která byla postavena v letech 1889–1891 jako zemská donucovací pracovna pro 500 káranců. Protože stavba byla na svou dobu velice moderní, byly model, plány a rozpočty vystaveny na Zemské jubilejní výstavě v Praze v roce 1891. Od 50. let 20. století sloužila věznice k výkonu trestu odnětí svobody pro ženy (v I., II. a III. nápravné skupině a mladistvé), od roku 1994 zabezpečovala zejména výkon trestu odnětí svobody odsouzených žen a mladistvých žen zařazených do všech typů věznic (A dohled, B dozor, C ostraha, D zvýšená ostraha). V letech 1998–2004 byly ženy přesunuty do jiných věznic; od 7. května 2004 je zde výhradně mužská věznice.

## Průmysl
Pardubice jsou průmyslové centrum východních Čech. Hlavními zdejšími odvětvími jsou průmysl chemický, strojírenský a elektrotechnický.

### Chemický

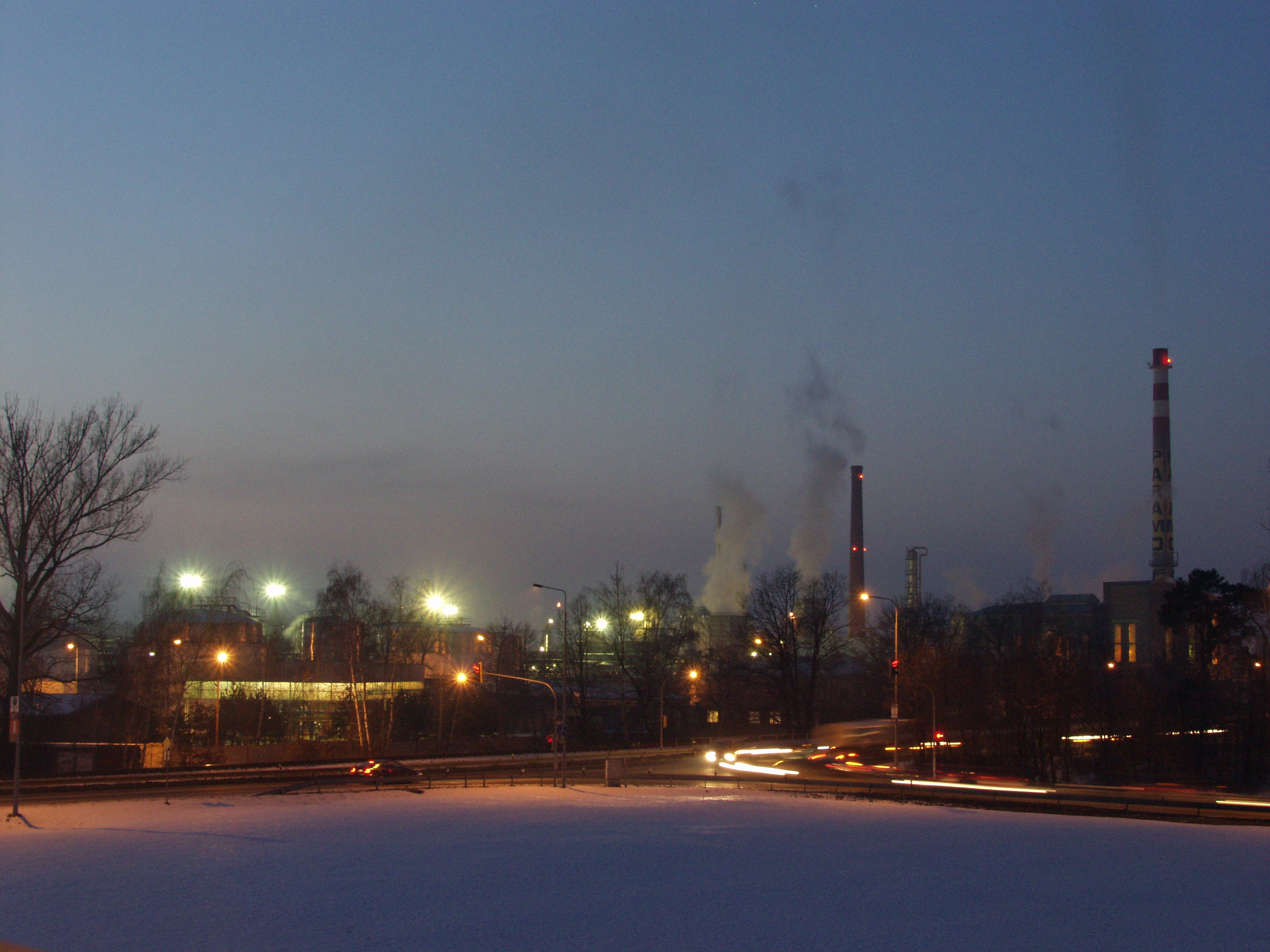
Celkový pohled na rafinérie Paramo

Pardubice mají od 19. století tradici chemické výroby, kterou zajišťují především následující dvě společnosti:

#### Paramo
Akciová společnost Paramo (Pardubická rafinérie minerálních olejů) patřila mezi přední české rafinerie; vyráběla paliva, maziva, asfalty a asfaltové výrobky. Založil ji koncem 19. stol. vídeňský majitel krámku David Fanto, který prodával petrolej na litry.[zdroj?] Nevedl si špatně, a proto se rozhodl zřídit vlastní závod na destilaci a následnou rafinaci petroleje z ropy. Vhodné místo nalezl v Pardubicích, kde byla nejen voda a železnice, ale i rozvinutý průmysl. Usazování prvních kotlů a kladení potrubí začalo na jaře roku 1889.
Oleje všeho druhu, vřetenové, vazelínové, válcové i těžké, začaly vytlačovat až dosud všeobecně uznávané americké výrobky nejen v Rakousko-Uhersku, ale i v zahraničí. Po dvojnásobném bombardování americkým letectvem v roce 1944 zůstala ze závodu sotva čtvrtina, ale již v roce 1945 se rafinerie začala obnovovat jako národní podnik. Do roku 2012 patřilo Paramo mezi největší a nejznámější petrochemické společnosti v České republice. V roce 2012 majitelé provedli částečné utlumení provozu, byly trvale odstaveny výrobní jednotky zpracovávající ropu. Společnost nadále zůstává významným výrobcem asfaltů, olejů a dalších rafinérských produktů.

#### Synthesia a Explosia

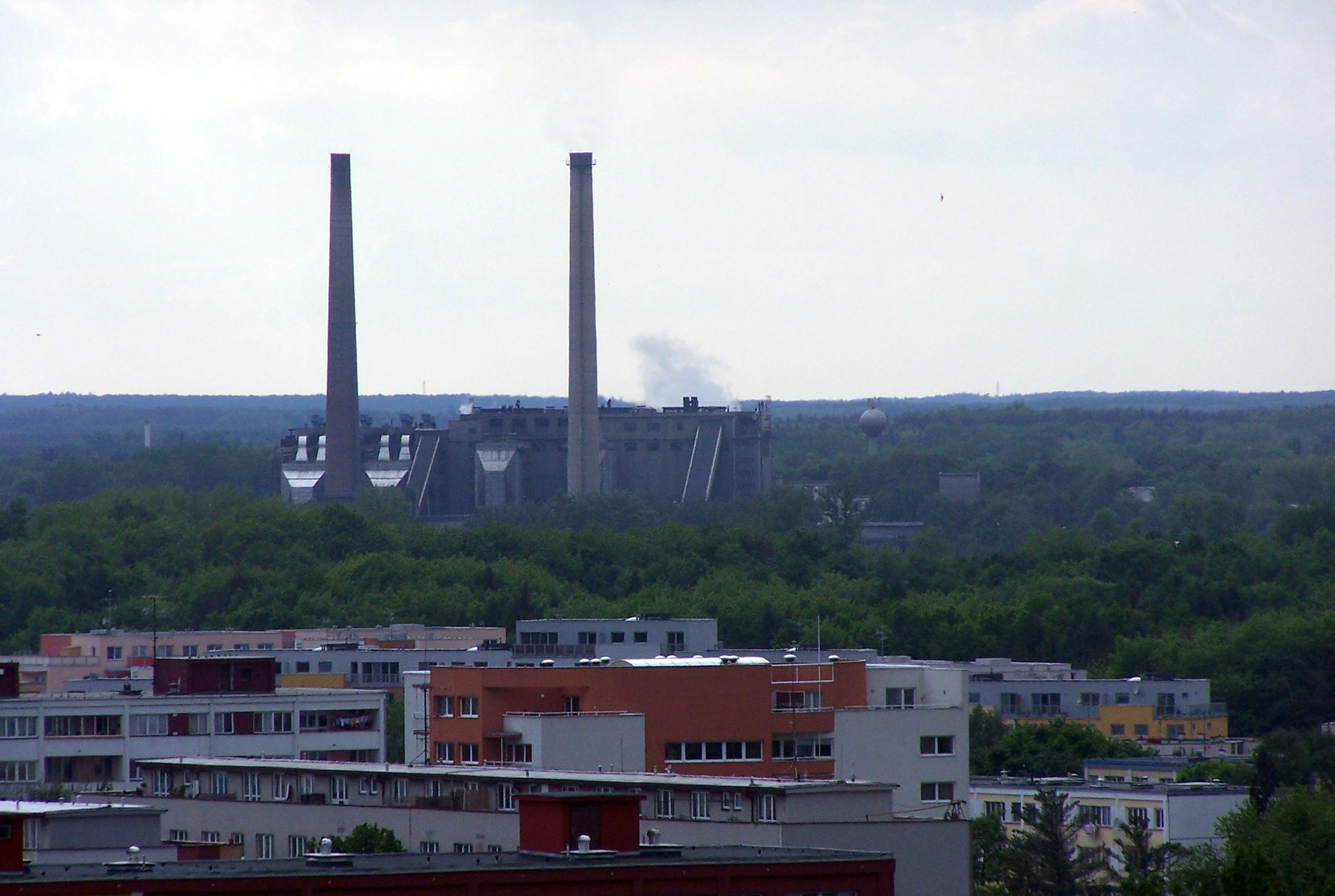
Explosia

V roce 1920 byla v Semtíně založena Československá akciová továrna na látky výbušné. Roku 1928 vznikla sesterská společnost Synthesia a v roce 1934 byl podnik přejmenován na Explosia a.s. Roku 1946 sloučením znárodněné Synthesie a Explosie vznikl Synthesia, národní podnik, později přejmenovaný na Východočeské chemické závody n.p. Bouřlivým rozvojem prošel především v 50. a 60. letech.
Synthesia a.s. patří mezi přední české výrobce celulosy, pigmentů a barviv a organických sloučenin. Pracuje zde na 2300 osob a tržby v roce 2005 činily 3 570 mil. Kč. Explosia, a.s. zaujímá přední postavení v oblasti trhavin a střelivin na trhu ČR, je i významným exportérem, především do EU. Koncem padesátých let zde byla vyvinuta plastická trhavina Semtex. Název vznikl kombinací slov Semtín a Explosive.

### Elektrotechnický

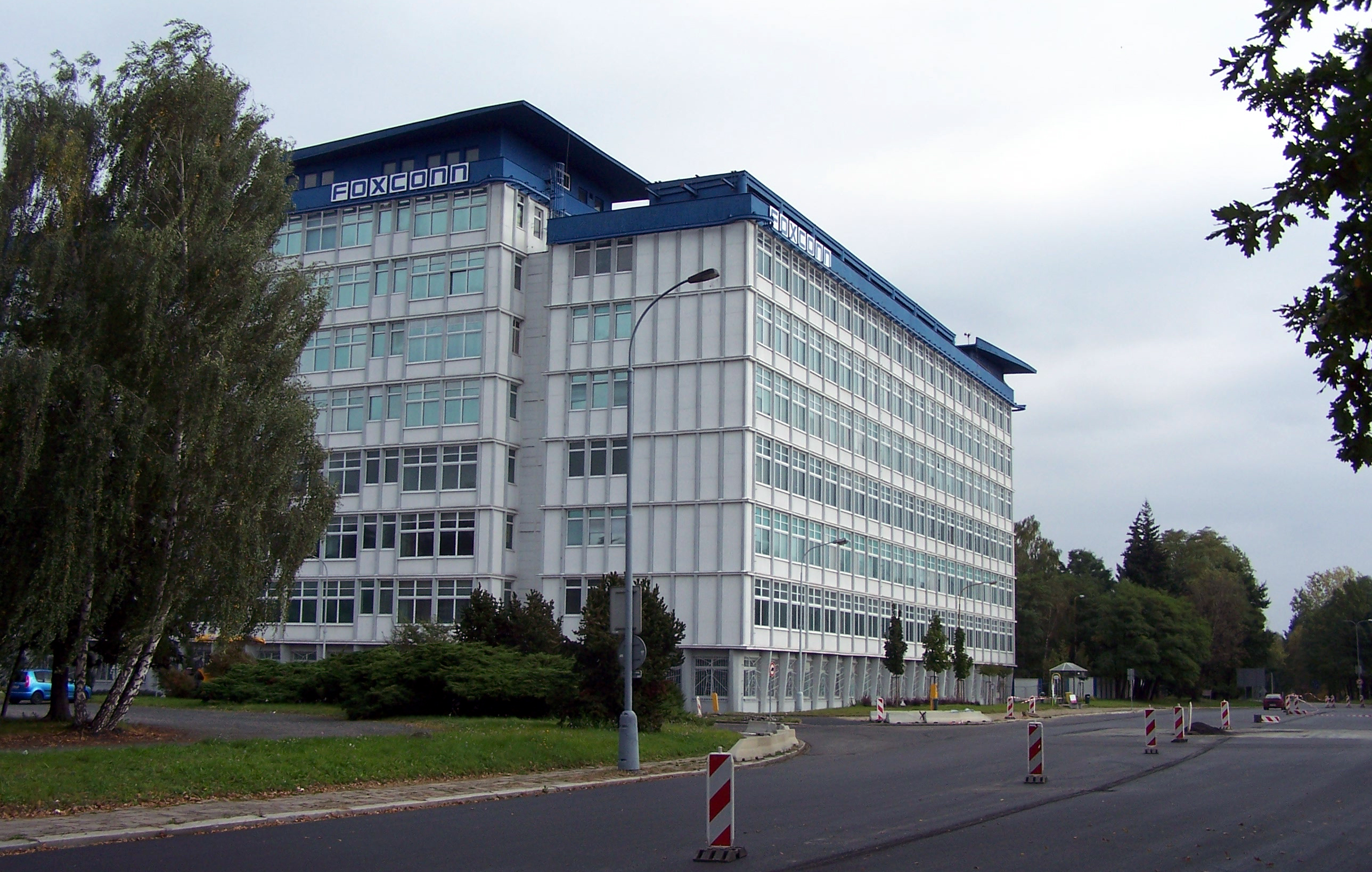
Foxconn Pardubice, dřívější Tesla Pardubice

Elektrotechnický průmysl je ve městě rozvíjen především v průmyslové zóně, vybudované na přelomu tisíciletí poblíž Starých Čivic. Z pardubického závodu Tesla pocházely pasivní radary Ramona a KRTP-86 Tamara. Když se po revoluci rozpadla, byla roku 1994 založena ERA a.s., která vyvinula další generaci pasivního radiolokátoru Věra. ERA vyrábí a dodává pasivní radiolokační systémy pro řízení letového provozu a sledování pohybu letadel jak ve vzduchu, tak na letištních plochách (zde je možno sledovat i pohyb jiných vozidel); její výrobky působí na letištích všech kontinentů. Od roku 2011 patří zbrojařskému koncernu Omnipol. V roce 2013 má začít výstavba nové administrativní budovy.
Foxconn je tchajwanská globální firma; vyrábí spotřební elektroniku, komunikační a elektronická zařízení a všechny součásti pro osobní počítače kromě čipů. V Pardubicích má od podzimu 2000 montovnu počítačů s několika tisíci zaměstnanců, z velké části cizinců.
Továrna společnosti Panasonic byla v Pardubicích otevřena roku 2001. Vyrábí audiosystémy do automobilů pro evropský i mimoevropský trh; zaměstnává přes tisíc lidí.

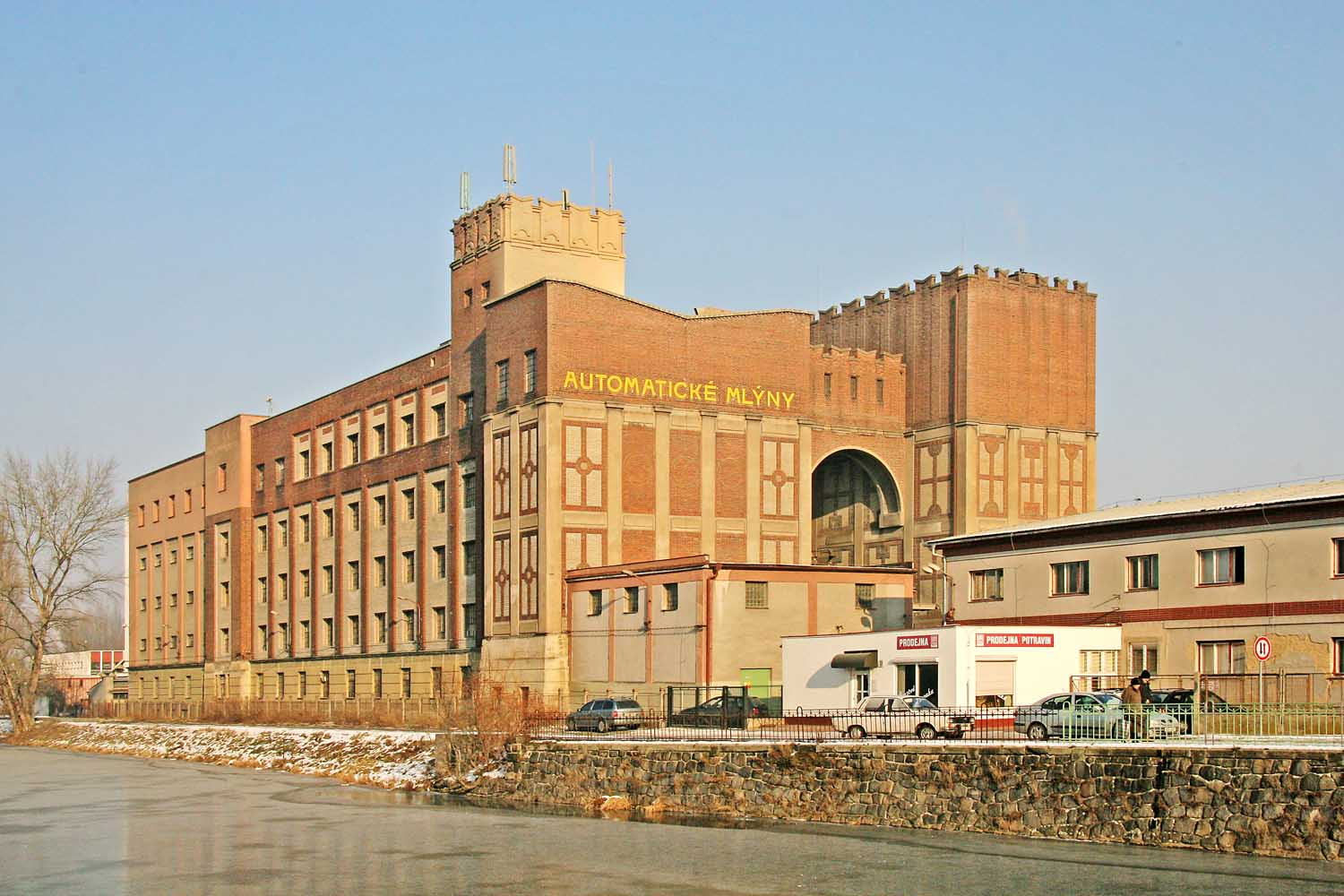
Historicky cenné Winternitzovy mlýny u Chrudimky, Josef Gočár, 1911

### Potravinářství: perník a pivo
Pardubice jsou od 16. století proslulé perníkem; tradiční spojení „pardubický perník“ je chráněné označení původu Evropské unie. Dále v Pardubicích sídlí výrobce náhražky kávy Kávoviny nebo pekárna Odkolek.
Pivo se v Pardubicích vyrábělo již ve 14. století, největší rozvoj nastal v 15. a 16. století za vlády Viléma z Pernštejna. Od roku 1871 fungoval novodobý Pivovar Pardubice, pod značkou Pernštejn vyráběl několik druhů piva a limonád; originální bylo 19° tmavé pivo Porter vlastní receptury z roku 1890. V roce 2019 zakoupily většinový podíl pivovaru Pivovary Staropramen a ke konci března 2023 produkce v pivovaru skončila.

## Doprava

### Městská hromadná doprava

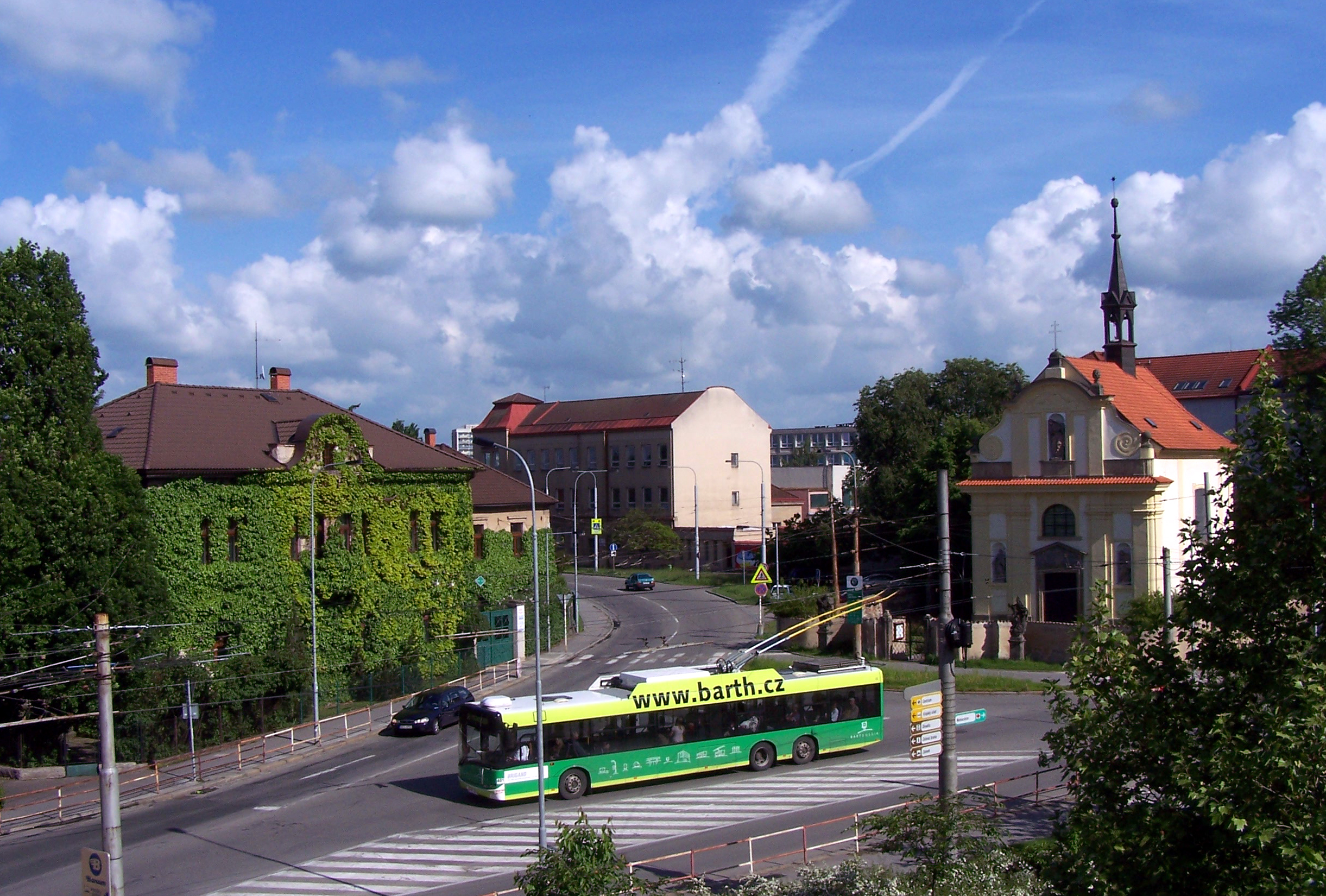
Trolejbus Škoda 28Tr před „kostelíčkem“ Panny Marie Bolestné

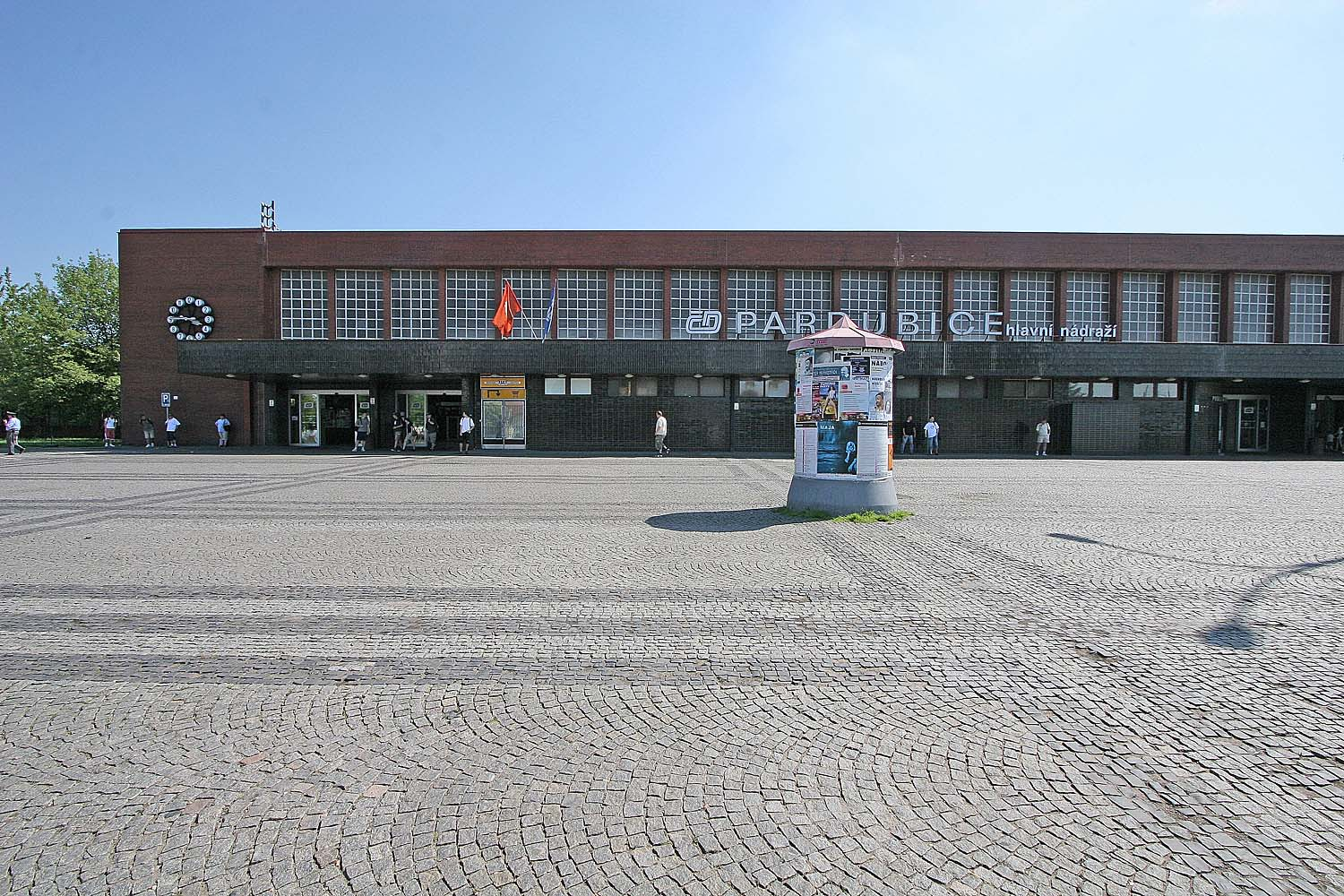
Budova hlavního nádraží v Pardubicích

Autobusová MHD vznikla roku 1950, první trolejbusy vyjely v roce 1952. Následoval poměrně prudký rozvoj (např. tratě na Jesničánky, Slovany, do Ohrazenic, Židova), v 70. letech ale nastala stagnace. Další nová trať na Polabiny byla otevřena až na začátku 80. let, v 90. letech a v průběhu 21. století vyrostlo několik dalších úseků. Hlavní křižovatky jsou na Masarykově náměstí a před hlavním nádražím. Dopravní podnik města Pardubic zajišťuje vozový park automusů i trolejbusů výhradně nízkopodlažními vozy. Velkokapacitní trolejbusy Škoda Solaris jsou pojmenovány po vítězích Velké pardubické. Nové autobusy mají pohon na zemní plyn. Dopravní podnik ve svém areálu vystavěl stanici se zemním plynem otevřenou i veřejnosti. Za rok 2024 přepravil skoro 30 milionů cestujících (nejvíce to bylo v roce 2019, 33 milionů). Linky hromadné dopravy jezdí i do okolních obcí, jako jsou například Lány na Důlku, Lázně Bohdaneč, Němčice, Sezemice, Spojil či Starý Mateřov. Mluví se také o budoucím propojení Pardubic s Hradcem Králové linkami MHD.[zdroj?]

### Železniční doprava

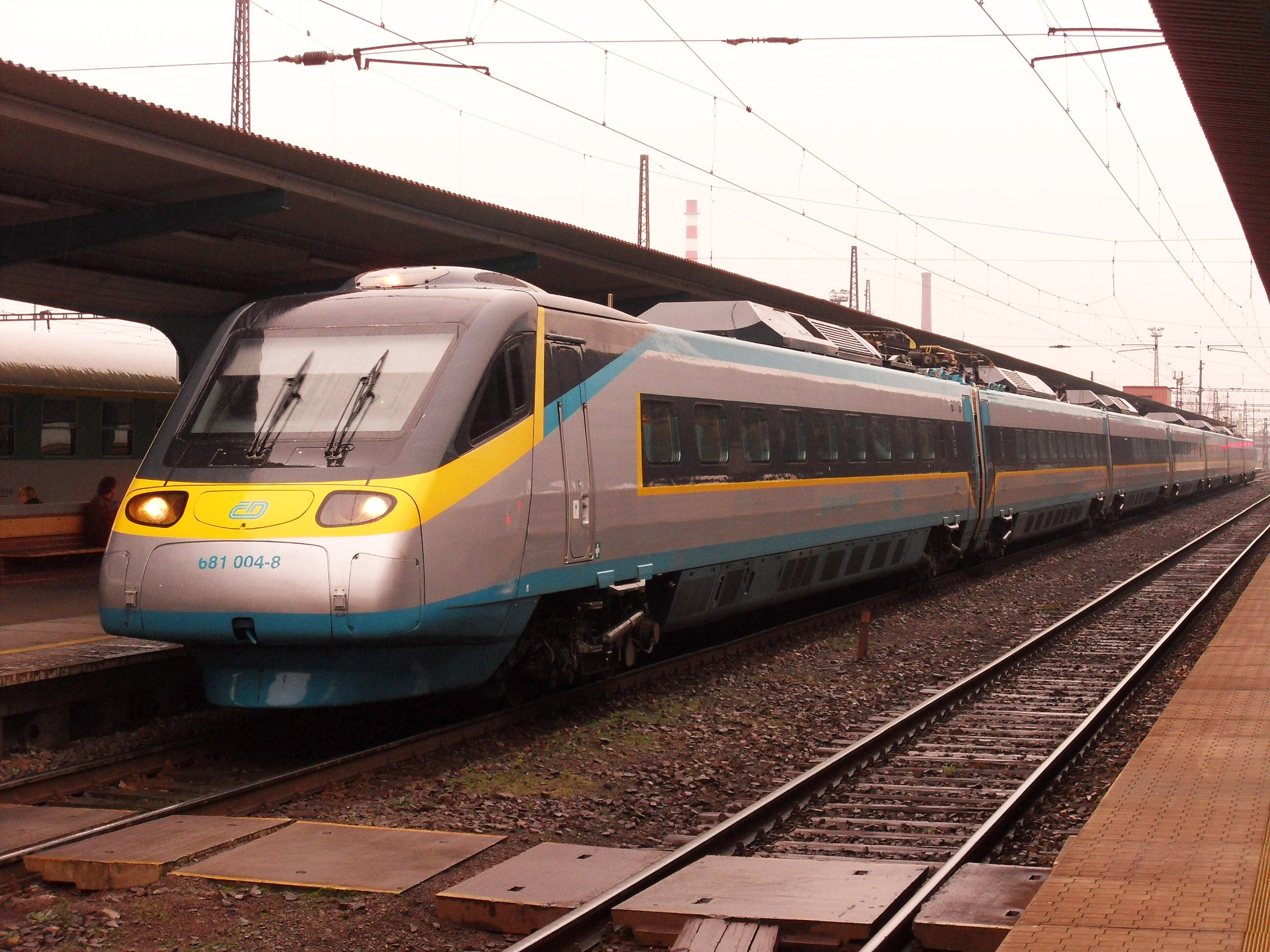
SC Pendolino – Pardubice hlavní nádraží

Pardubice jsou nejvýznamnějším železničním uzlem východních Čech. Leží 104 km od Prahy na koridorové trati Praha – Česká Třebová z Prahy na východ a vycházejí odtud další dvě tratě. Ve stanici Pardubice hlavní nádraží zastavuje mnoho mezinárodních vlaků EuroCity či railjet do měst jako jsou Vídeň, Varšava, Bratislava, Žilina, Budapešť, dále vnitrostátní vlaky InterCity či rychlíky. Kromě vlaků Českých drah zde zastavují i vlaky soukromých dopravců (například RegioJet či Leo Express). Z pardubického hlavního nádraží jezdí také zastávkové osobní vlaky do Kolína, Ústí nad Orlicí a České Třebové, stejně tak do nedalekého Hradce Králové, vedené nejčastěji elektrickými jednotky Českých drah RegioPanter. Vlaky z Pardubic do Chrudimi a Hlinska bývají obvykle vedeny motorovými jednotkami RegioShark.
Na území města se nacházejí dvě železniční stanice:
- Jihozápadně od centra Pardubice hlavní nádraží s odbavovací budovou od architekta Karla Řepy z roku 1958 je jedna z nejvýznamnějších staveb poválečného funkcionalismu s prostornou odbavovací halou, hotelem a podzemním kinem (to již nefunguje a hotel je zčásti obsazen kancelářemi). České dráhy plánují rekonstrukci nádražní budovy ve spolupráci s investorem, spolu s rekonstrukcí přilehlého náměstí Jana Pernera. Nádraží má tři ostrovní nástupiště s průjezdnými kolejemi (6 nástupištních hran), jednostranné I. nástupiště u výpravní koleje s dalšími dvěma nástupištními hranami u kusých kolejí. II. až IV. nástupiště s přestupovým tunelem byly od roku 2005 modernizovány. Od roku 2021 prochází celé nádraží další modernizací.
- Druhou stanicí je Pardubice-Rosice nad Labem na trati do Hradce Králové a Chrudimi.

Dále je na území města sedm železničních zastávek: směrem na západ od hlavního nádraží Pardubice-Svítkov a Pardubice-Opočínek, na východ Pardubice centrum, Pardubice-Pardubičky a Pardubice-Černá za Bory, na jih Pardubice závodiště a na sever Pardubice-Semtín.

### Letecká doprava

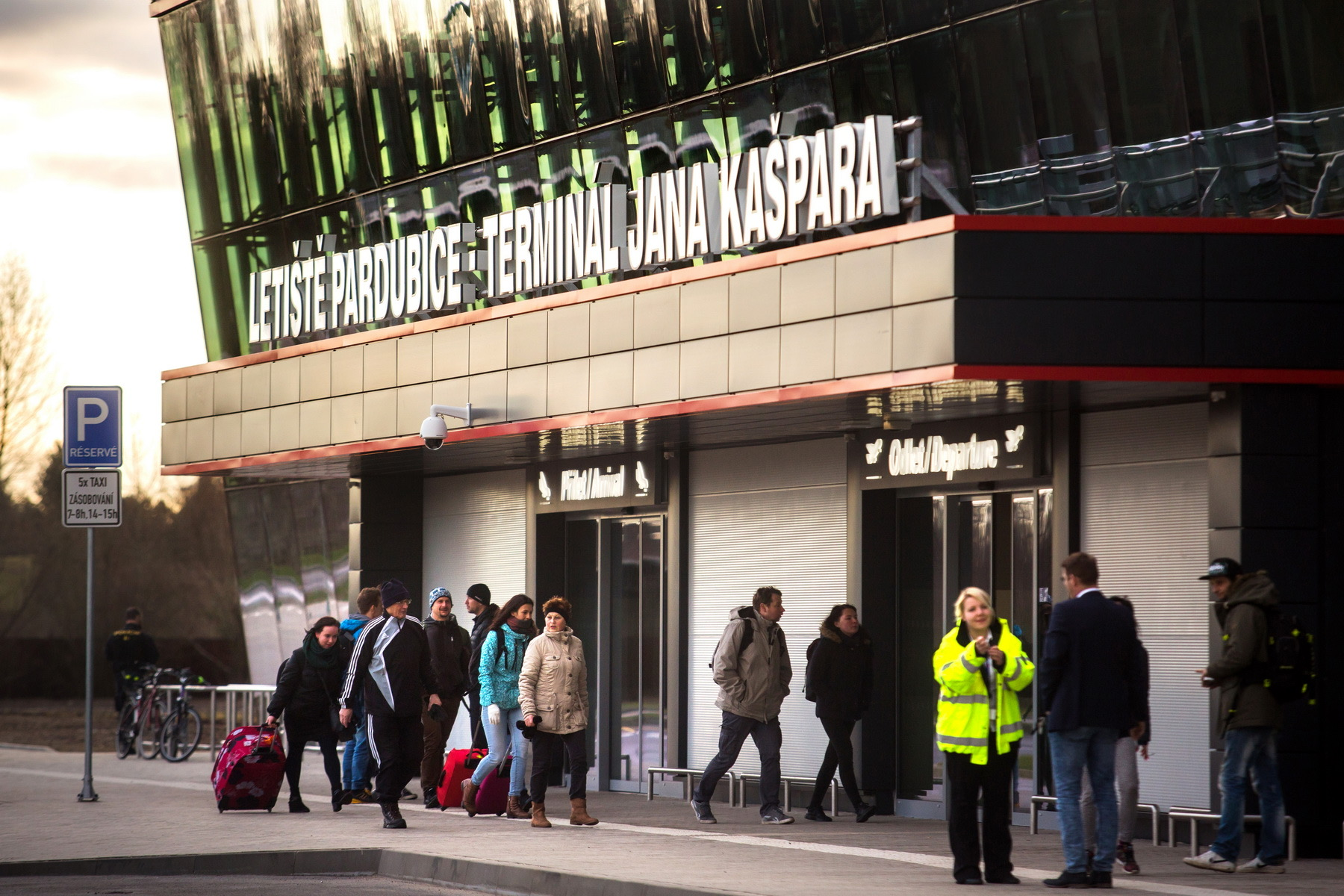
Terminál Jana Kašpara na letišti Pardubice v roce 2018

Na jihozápadním okraji Pardubic se nachází vojenské a civilní mezinárodní letiště Pardubice. Vojenské zde vzniklo za první republiky, civilní v roce 1995. Rekordní počet cestujících zde byl odbaven v roce 2013, a to 184 000 lidí.V roce 2017 byl otevřen nový terminál s větší kapacitou a moderním zázemím, pojmenovaný dle pardubického průkopníka aviatiky Jana Kašpara. Zároveň byla zahájena pravidelná linka společnosti Ryanair do Londýna. Každoročně v létě se na letišti koná Aviatická pouť, která láká mnohé letecké nadšence.

### Silniční doprava

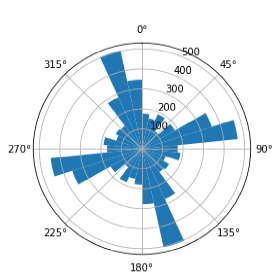
Orientace ulic v Pardubicích

Pardubice protíná silnice I/37 z Chrudimi, v úseku do Hradce Králové zmodernizovaná na čtyřproudovou rychlodráhu; na jihu Opatovic ji úsek budoucí dálnice D35 napojuje na dálnici D11 do Prahy, pro přímé spojení se však používá exit 68 po silnici I/36 na Chýšť Lázně Bohdaneč. Ta prochází širším centrem a pokračuje na severovýchod do Sezemic, Holic, Vysokého Mýta a Litomyšle. Pardubice jako průmyslové město generují velké množství silniční dopravy. Místní politici navázali na řešení silniční dopravy uvnitř Pardubic v dobách komunismu, obchvaty z jihovýchodu a severovýchodu se ale nečekají před rokem 2025.
Nekvalitně navržený pravoúhlý systém dopravy vede veškerou dopravu včetně tranzitní v těsné blízkosti centra a tudíž mají Pardubice s dopravou velice často problémy. Nejvytíženější dopravní uzel, nadjezd a křižovatku u Parama, kde denně projede více než 25 tisíc aut, prochází rozsáhlou rekonstrukcí a modernizací až ke křižovatce U Trojice, kde se plynule napojí na čtyřproudovou rychlodráhu do Hradce. Ve městě bude zaveden chytrý systém dopravního světelného značení, který bude řídit dopravu dle její hustoty a požadavků, aby šlo plynule projet centrem města, a informační tabule, které řidičům poradí, kudy nejrychleji projet městem, a budou informovat o případných dopravních omezeních.

### Lodní doprava
V Pardubicích funguje nově opravená výletní loď Arnošt, plující po Labi proti proudu do Kunětic a dolů po proudu řeky do Srnojed. Město zaplatilo za opravu lodi několik milionů a loď funguje kromě vyhlídkových plaveb i jako součást městské hromadné dopravy na okraje Pardubic. V Pardubicích se také chystá nákladní lodní doprava po splavnění Labe a vybudování přístavu, které jsou v plánu ministerstva dopravy. Má ulehčit silniční dopravě a sloužit jako doplněk železniční dopravy.

## Sport

### Velká pardubická

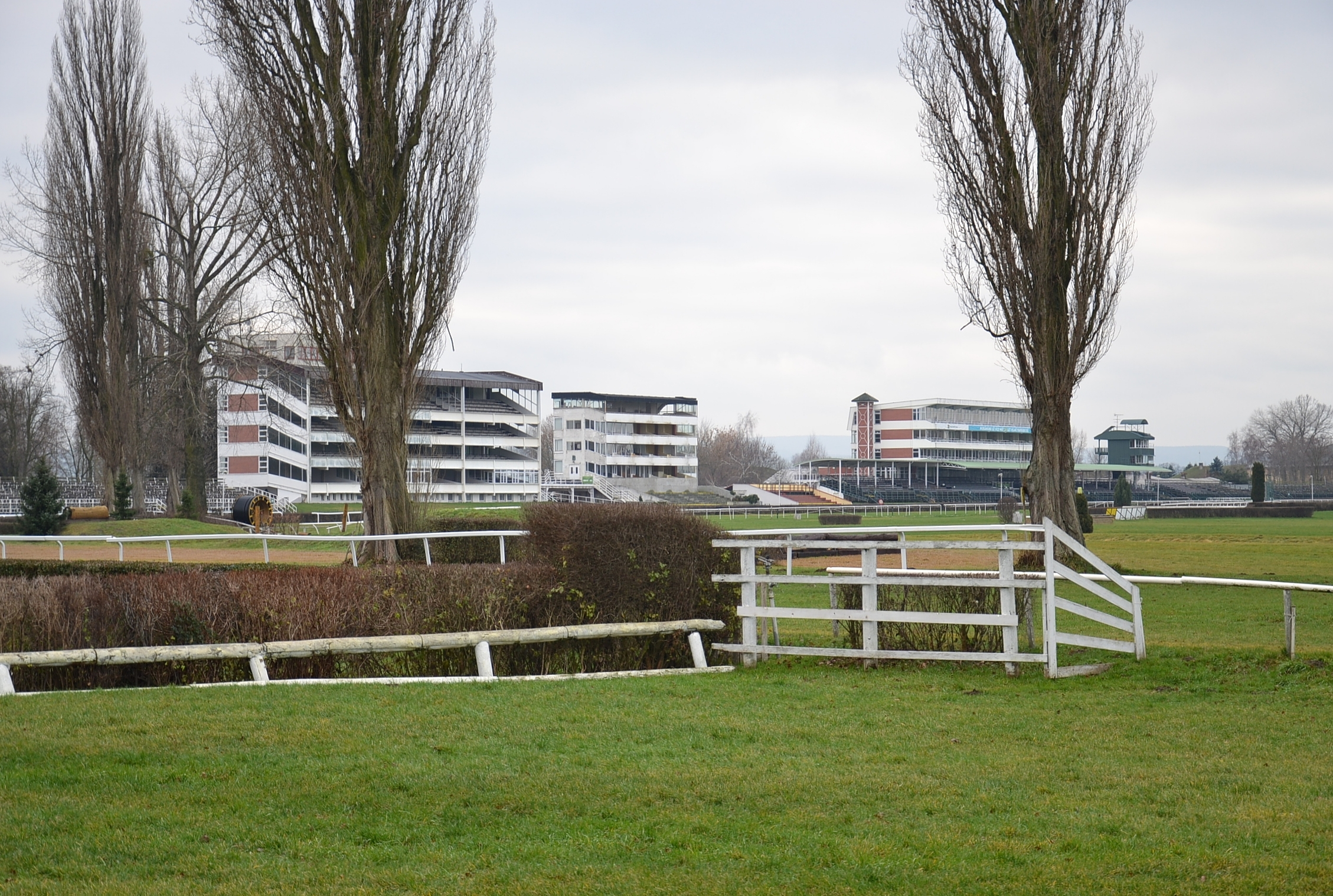
Velká Pardubická – závodiště

Od roku 1874 se v Pardubicích každý podzim, druhou říjnovou neděli, koná slavná Velká pardubická. Jedná se o nejtěžší koňský dostih v Evropě a druhý nejtěžší na světě. Nejúspěšnějším účastníkem dostihu je žokej Josef Váňa s osmi vítězstvími v letech 1987–2011. V Pardubicích byla první závodní dráha vybudována v roce 1856. Díky snaze o nové a nezvyklé uspořádání překážek vznikla ojedinělá a obtížná závodní dráha. První Velká pardubická steeplechase se běžela 5. listopadu 1874 o 8000 zlatých. Na startu stálo 14 koní, zvítězil plnokrevný hřebec Fantome s anglickým žokejem Georgem Sayersem; dostih dokončilo pouhých 7 koní. Průběh dostihu a výsledek vzbudily ohlas nejen v Čechách. Od té doby se Velká běžela každý rok s výjimkou let 1876 a 1908 kvůli nepřízni počasí, světových válek a roku 1968 kvůli politickému napětí po sovětské invazi. Významný byl dostih v roce 1937, kdy jej proti převaze německých koní vyhrála s klisnou Normou hraběnka Lata Brandisová, až doposud jako jediná žena. Dráha měří 6900 metrů a má celkem 31 překážek, koně ji běží přibližně 9–10 minut. Startuje 15 až 20 koní s nejlepšími žokeji a žokejkami převážně z České republiky. Název Velká pardubická se vžil pro označení celého dostihového víkendu (hlavní program se koná v neděli, kdy se jede osm dostihů). Posledním dostihem je hlavním dostihem, vlastní Velká pardubická. Vozy pardubické MHD jsou pojmenovány po vítězných koních. V České republice jde o nejdelší tradici sportu, např. když se začala hrát fotbalová liga Československa, Velká pardubická již za sebou měla padesát ročníků.

### Zlatá přilba města Pardubic
Zlatá přilba města Pardubic je každoroční závod motocyklů na ploché dráze ve Svítkově. Je to nejstarší plochodrážní závod na světě; poprvé se jela v roce 1929. Koná se první říjnovou neděli, týden před Velkou Pardubickou, a zahajuje tradiční týden městských slavností. Každoročně láká kvalitní jezdce z Polska, Německa, Dánska, Švédska, Rakouska, Nizozemska, Anglie, ale i Spojených států nebo Austrálie. Na závod dojíždí tisíce fanoušků, zejména Čechů, Němců, Dánů a Poláků. Trofej zhotovuje známý pardubický klenotník pan Lejhanec.

### Hokej

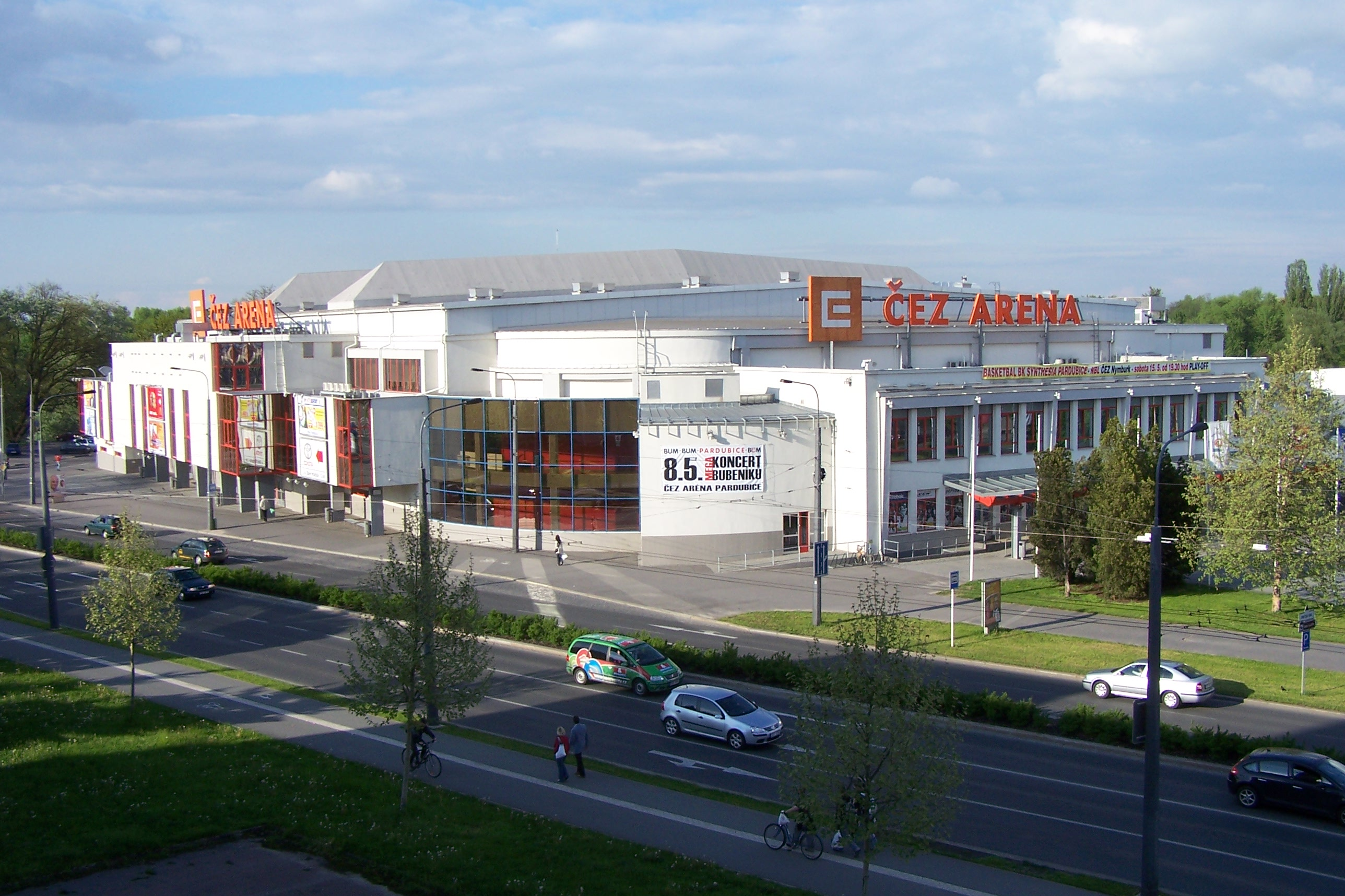
ČSOB Pojišťovna ARENA

V Pardubicích sídlí lední hokejový klub HC Dynamo Pardubice, hrající v enteria areně, tedy sportovní hale, modernizované a rozšířené roku 2001. Pardubický hokejový tým patří dlouhodobě mezi nejlepší a nejúspěšnější týmy v Česku; třikrát vyhrál nejvyšší Československou hokejovou ligu (1973, 1987 a 1989), samostatnou českou extraligu v sezonách 2004/05, 2009/10 a 2011/12. První zápas v tzv. „kanadském hokeji“ se v Pardubicích hrál v roce 1913 na Matičním jezeře s Českou sportovní společností Praha a první klub LTC Pardubice vznikl roku 1923 a nikdy nesestoupil z nejvyšší československé a později české soutěže. V roce 2011 se zde konal historicky první extraligový zápas pod otevřeným nebem s týmem HC Kometa Brno. Pardubičtí fanoušci hokeje tvoří největší fandící skupinu lidí v Česku a zápasy v hale patří k nejnavštěvovanějším v zemi. Pardubice vychovaly spoustu nadějných hokejistů např.: Dominik Hašek, Vladimír Martinec a další, kteří reprezentovali Československo a Českou republiku.

### Basketbal
Z dalších klubů, hrajících nejvyšší národní soutěž, má v Pardubicích sídlo basketbalový klub BK Synthesia / JIP Pardubice, který hraje v nejvyšší českou soutěž v basketbalu mužů. Tým pravidelně hraje mezi nejlepšími pěti. Basketbal v Pardubicích má velkou tradici; skvělé výsledky dlouhodobě vykazuje mládež pod vedením Jana Procházky. V Pardubicích je Vrcholové sportovní centrum mládeže pod Českou basketbalovou federací. Za Pardubice hrál i Jiří Welsch, Lukáš Šindelář a další skvělí hráči basketbalové historie České republiky.

### Šachy
Každoročně od roku 1990 se v Pardubicích odehrává největší šachový turnaj na světě Czech Open. V turnaji se hrají mimo šachů také scrabble, bridž, poker, mariáš a mankala. Turnaj se skládá z pěti hlavních a dvaceti vedlejších turnajů.

### Tenis: Pardubická juniorka
Mistrovství České republiky staršího dorostu v tenise, neoficiálně Pardubická juniorka (dříve také Dorostenecké mistrovství ČSSR v tenise), je tradiční juniorský turnaj pořádaný již od roku 1926 na kurtech klubu LTC Pardubice v polovině srpna. Jde o českou obdobu prestižního floridského Orange Bowlu. Mezi vítězi je řada pozdějších grandslamových šampiónů a dvě světové jedničky – Martina Navrátilová a Ivan Lendl. Vítězem se stal i olympijský vítěz mužské dvouhry z Letních olympijských her 1988 v Soulu, slovenský tenista Miloslav Mečíř. Pardubickou juniorku také vyhráli všichni čeští wimbledonští vítězové ve dvouhře Jan Kodeš, Jana Novotná a Petra Kvitová, jakož i dva poražení wimbledonští finalisté Ivan Lendl a Hana Mandlíková. Jaroslav Drobný zvítězil jako občan Egypta. Martina Navrátilová získala všechny singlové tituly jako hráčka Spojených států.

### Fotbal
Od sezóny 2012/13 se do Pardubic po šesti letech vrátila druhá nejvyšší fotbalová liga (od roku 2013 nově pojmenovaná Fotbalová národní liga), kterou hrál tým FK Pardubice. Klub vznikl roku 2008 sloučením několika subjektů, v mnohém však navazuje na historii klubů, které působily v Pardubicích v předchozích letech či desetiletích. Spojily se kluby FK Junior (dorost a žáci), MFK Pardubice (přípravky) a Tesla Pardubice (oddíly dospělých), aby pod hlavičkou v roce 2006 vzniklé akciové společnosti Fotbal Pardubice a.s. vybudovaly silný tým s kvalitní mládežnickou základnou. FK Pardubice hraje domácí zápasy FNL na stadionu Pod Vinicí, jelikož starý Letní stadion za zimním stadionem přestal již požadavkům soutěže vyhovovat, mládež se většinou soustředí ve sportovním areálu Ohrazenice. Klub má dva týmy dospělých (FNL a krajský přebor), čtyři dorostenecké oddíly (oddíl FK Pardubice U19 hraje 1. dorosteneckou ligu), šest žákovských celků a stejný počet přípravek. Strategií klubu je soustředit se na výchovu mládeže a využívat fotbalistů, kteří jsou buď přímo odchovanci, nebo pocházejí z východočeského regionu. A-tým FK Pardubice, který navazuje na družstvo dospělých Tesly Pardubice, postoupil po sezóně 2009/10 z divize do ČFL a z ní po dvou sezónách do 2. ligy (FNL). V sezóně 2020/21 hraje tým nejvyšší soutěž, 1. českou fotbalovou ligu, kam postoupil jako vítěz druhé nejvyšší soutěže, ročníku 2019/20.

### Florbal
V nejvyšší mužské florbalové soutěži působí tým Sokoli Pardubice.

### Badminton
Od roku 1967 v Pardubicích působí badmintonový oddíl TJ Sokol Polabiny Pardubice, jehož hráči se umisťují na čelních místech sportovního žebříčku a který si zakládá na práci s mládeží Hráči oddílu se zúčastňují tuzemských i zahraničních individuálních soutěží a jsou rovněž členy české reprezentace. Oddíl je úspěšný i na poli soutěží družstev; v letech 2016, 2017 a 2018 získal titul Mistra ČR v soutěžích družstev žáků a dorostu, v roce 2019 pak titul vicemistra.

## Školství
V Pardubicích sídlí Univerzita Pardubice, kterou tvoří sedm fakult a kde studuje více než sedm tisíc studentů a studentek. V Pardubicích je také celkem 19 středních škol (např. Střední průmyslová škola chemická Pardubice), z toho dále 4 gymnázia: Gymnázium Dašická, Gymnázium Mozartova, Sportovní gymnázium a Anglické gymnázium.

## Příroda

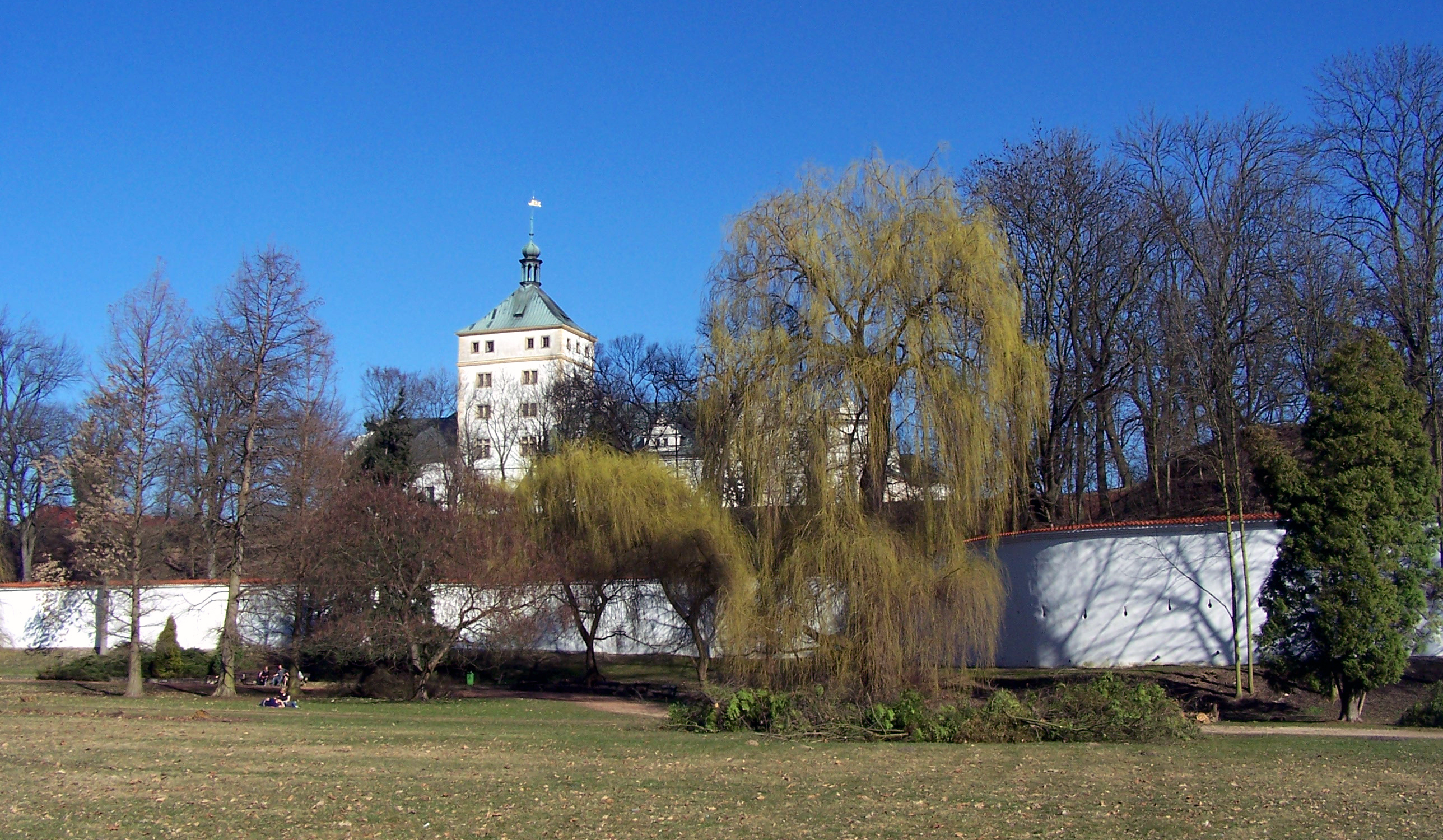
Tyršovy sady

V Pardubicích se nachází mnoho parků a památných stromů. Mezi nejvýznamnější parky Pardubic patří Tyršovy sady a také park „Na Špici“, vymezený soutokem řek Labe a Chrudimka, který byl v roce 2014 opraven. Na území města Pardubic se nachází čtyři maloplošná zvláště chráněná území: přírodní památka Labiště pod Opočínkem, přírodní památka Mělické labiště, přírodní památka Nemošická stráň a přírodní památka U Pohránovského rybníka a tři evropsky významné lokality (Dolní Chrudimka, Pardubice – zámek a U Pohránovského rybníka). Z hlediska ochrany přírody je významný tok obou hlavních řek, Chrudimky i Labe.

### Památné stromy
V Pardubicích jsou dvě památné stromořadí (stromořadí 34 ks dubů podél Labe a stromořadí 22 ks dubů letních), jedna skupina (4 jerlíny) a 8 jednotlivých památných stromů. Výběr památných stromů:
- Památné jerlíny japonské na Wernerově nábřeží[40]
- Památné duby u sídliště Závodu míru v Pardubicích[41]
- Stromořadí 22 ks dubů letních na sídlišti Závodu míru v Pardubicích[42]

## Kultura a umění

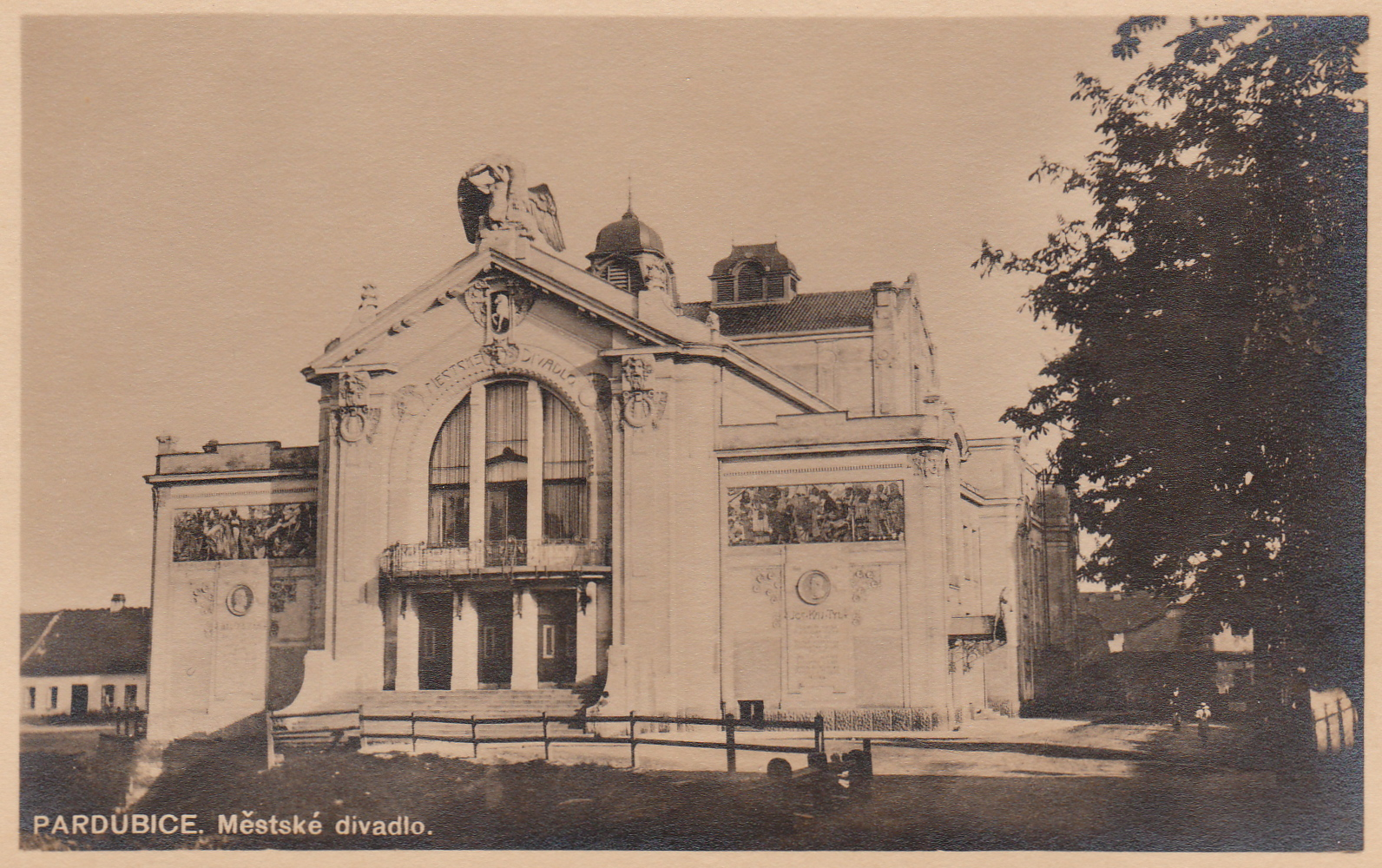
Východočeské divadlo v Pardubicích roku 1910

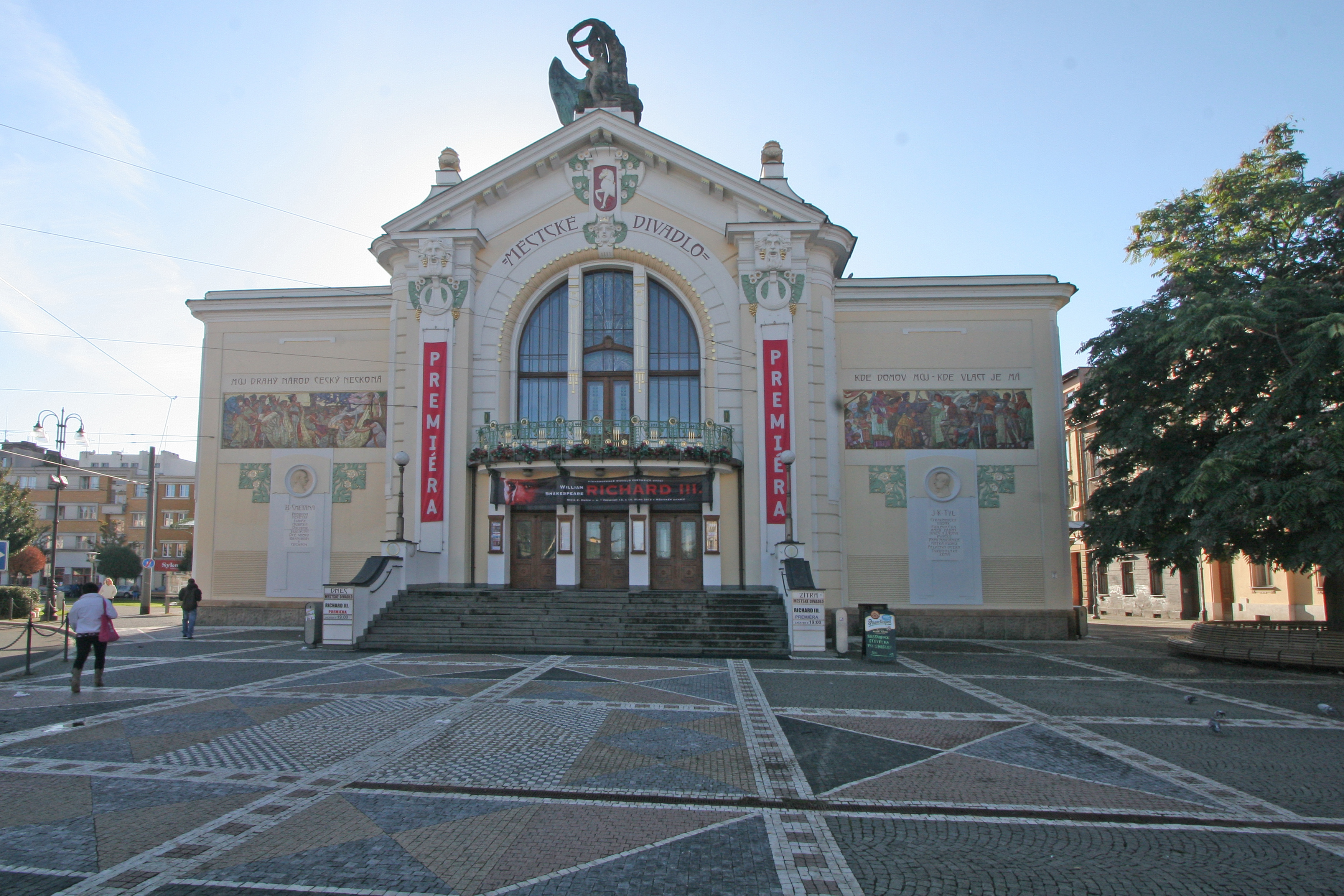
Východočeské divadlo v Pardubicích v současnosti

V Pardubicích jsou čtyři divadla: největší a nejstarší Východočeské divadlo (budova z roku 1909), dále Divadlo Exil, Divadlo 29 a Loutkové divadlo Radost DK Dukla. Působí zde profesionální Komorní filharmonie Pardubice, soubor Barocco sempre giovane či amatérský Pardubický komorní orchestr. Sborovému zpěvu se věnují Vysokoškolský umělecký soubor Pardubice, Iuventus Cantans (Pardubický dětský sbor), komorní sbor Orfeus, Continuo, Chlapecký sbor BONIFANTES či smíšený sbor Spojené sbory Pernštýn – Ludmila – Suk. V Pardubicích působily či působí hudební skupiny: trampská Stopa, folková Pouta (nástupce zaniklé skupiny Poupata), folkový Marien či pop punková Vypsaná fiXa. Lidové tradice udržují folklorní soubory Lipka Pardubice a Baldrián.
V Pardubicích je více než 10 galerií, především Gočárova galerie (v budově Winternitzových mlýnů, na zámku a v domě U Jonáše). Působí zde Krajská knihovna v Pardubicích (od roku 1960 do vzniku kraje Okresní knihovna) a knihovna Univerzity Pardubice. V zámku sídlí Východočeské muzeum, vysílá odsud Český rozhlas Pardubice. Na sídlišti Dukla funguje od roku 1992 Hvězdárna barona Artura Krause.

### Významné události
- Pernštýnská noc – městské slavnosti (červen)
- Festival smíchu – divadelní festival v VČ Divadlo Pardubice (únor)
- Komorní filharmonie Pardubice a Barocco sempre giovane – abonentní cykly koncertů klasické hudby
- Mezinárodní hudební festival Le Quattro Stagioni
- Mezinárodního festival dětských a mládežnických pěveckých sborů
- Mezinárodní festival akademických sborů IFAS
- Mezinárodní folklorní festival Podzimní folklorní slavnosti (září)
- Retroměstečko – setkání spolků, muzeí a jednotlivců v oborech hasičské, historické, veteránské, vojenské a branně-bezpečnostní techniky se statickými a dynamickými ukázkami, koná se zpravidla na přelomu září a října (tzv. Plavení na Labi v pátek odpoledne, sobota a neděle hlavní program)

### Hudební kluby
V Pardubicích působí i několik hudebních klubů s více, či méně pravidelnou produkcí. Rockové kluby Žlutý pes a Ponorka, spolu s Divadlem 29 zaměřující se na alternativní scénu jsou tradičními místy, kam jít v Pardubicích za hudbou. V centru Pardubic je i množství barů, mezi něž patří např. podniky Patapuf, nebo Prostě bar pro střední generaci. V rozšířeném centru je možno navštívit Music Hall Hobe s pestrou dramaturgií koncertů, nebo polabinský Klec Music Club a Dýdy Baba u univerzitních kolejí, které jsou navštěvovány mladšími posluchači.

### Filmová natáčení
V Pardubicích se natáčely např. filmy Spalovač mrtvol (1968, objevuje se zejména pardubické krematorium), Dívka na koštěti (1971) nebo Operace Silver A (2007). Také zde byla natočena televizní série Ďáblova lest (2009) a její pokračování Ztracená brána (2012).

### Kulturní památky
Národní kulturní památky:
- Pardubický zámek s opevněním
- Pietní území Zámeček
- Pardubické krematorium
- Winternitzovy automatické mlýny

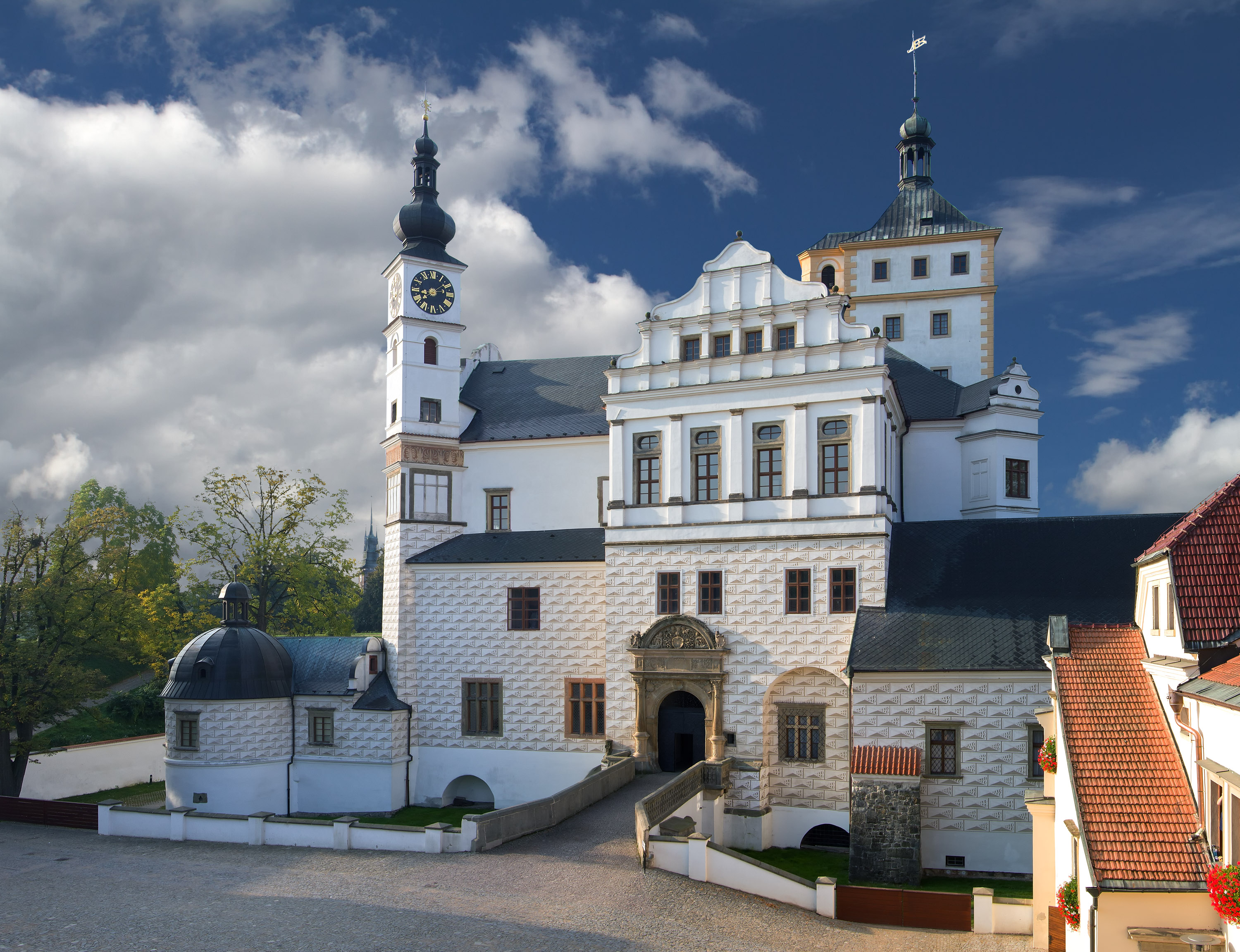
Zámek

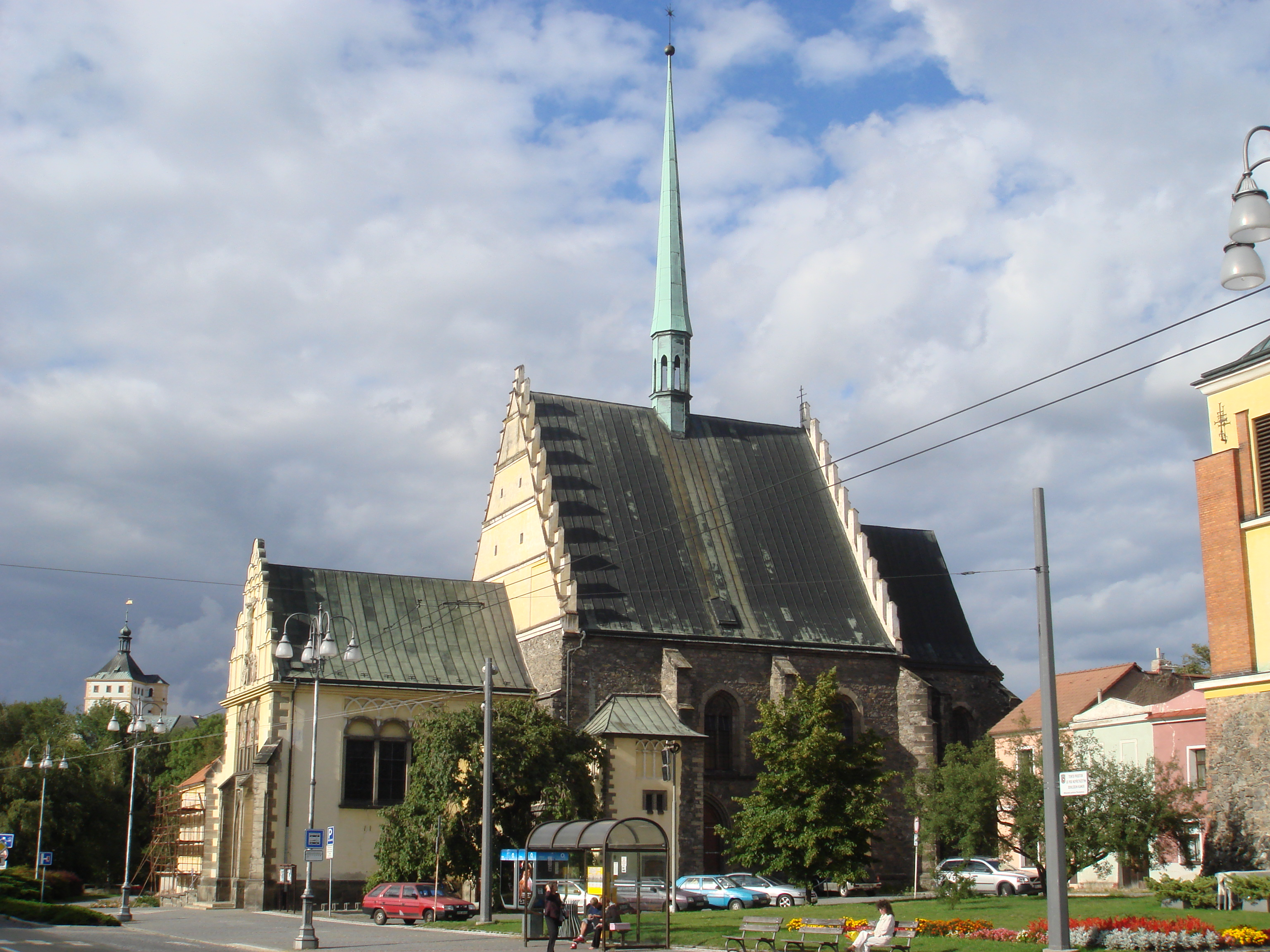
Kostel svatého Bartoloměje, znovuvybudovaný počátkem 16. století

Vybrané kulturní památky v Pardubicích:
- Městský dům č. p. 49
- Dům U Jonáše
- Wenerův dům
- Kostel Zvěstování Panny Marie
- Kostel svatého Bartoloměje
- Zelená brána
- Městské divadlo
- Průmyslové muzeum
- Grandhotel a okresní dům
- Kostel svatého Jana Křtitele
- Nový židovský hřbitov
- Machoňova pasáž
- Železniční stanice Pardubice
- Kostel Panny Marie Bolestné
- Počápelský vodní kanál
- Kamenná vila
- Vila Viktora Kříže
- Okresní soud

### Architekti, umělci v Pardubicích

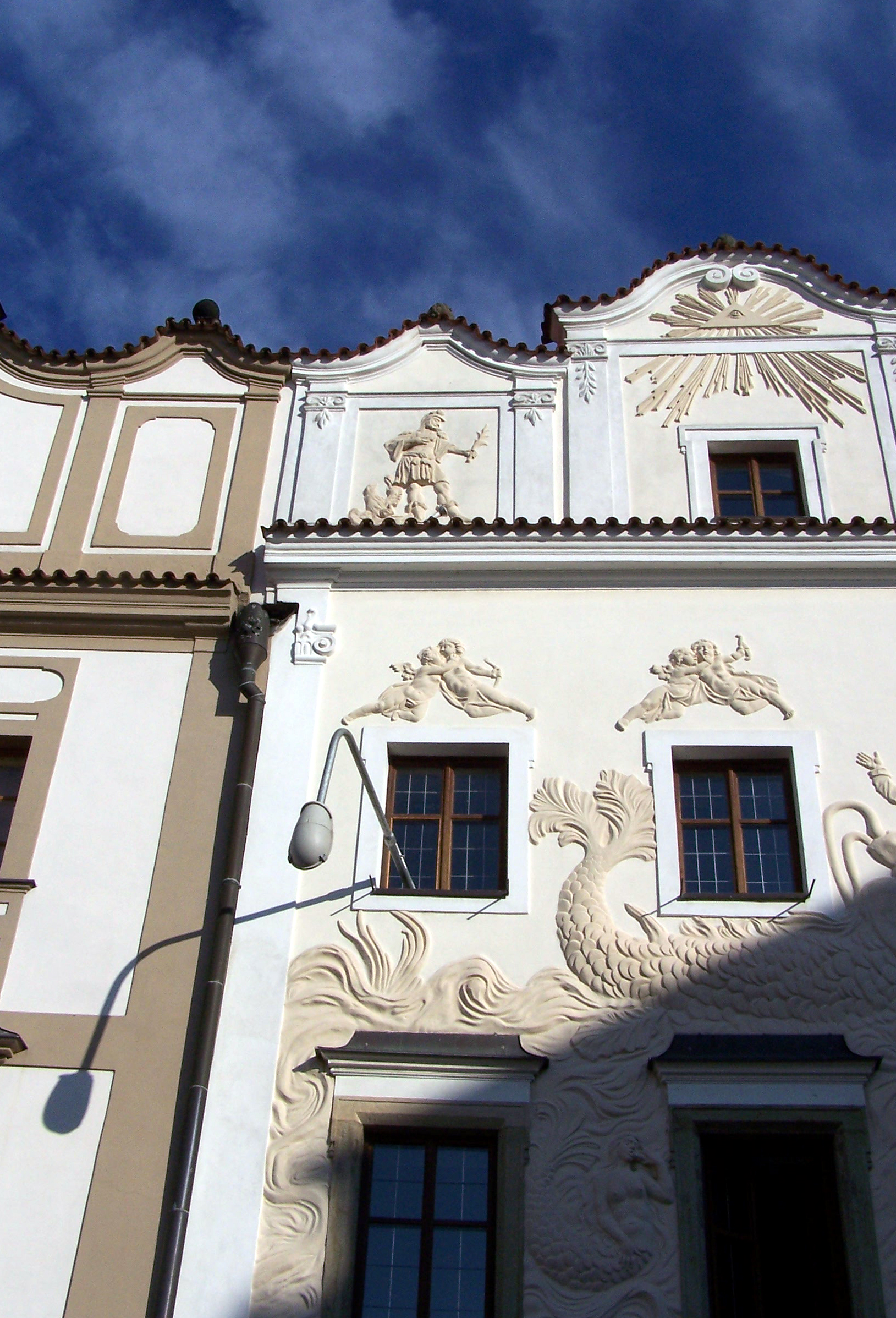
Dům u Jonáše, druhá budova Východočeské galerie v Pardubicích. Pouliční lampa trčící z okna je objekt Krištofa Kintery.

- Jiří Bartoška
- Bóža Dvořák
- Smil Flaška z Pardubic
- Jan Gebauer
- Marie Gebauerová
- Josef Gočár
- Josef Grus
- Jiljí Vratislav Jahn
- Pavel Janák
- Iva Kramperová
- František Kyncl
- František Kysela
- František Lexa
- Ladislav Machoň
- Dagmar Pecková
- Václav Rabas (varhaník)
- František Roith
- Karel Řepa
- František Schmoranz mladší
- František Schmoranz starší
- Stanislav Schulhof
- Božena Viková-Kunětická
- Jolana Voldánová
- Hanuš Thein

## Významné osobnosti
- Arnošt z Pardubic (1305-1364), první pražský arcibiskup
- Smil Flaška z Pardubic (1350–1403), šlechtic, spisovatel, satirik
- Bratranci Veverkové (1770–1849), vynálezci
- Jiljí Vratislav Jahn (1838–1902), chemik, spisovatel, politik
- František Schwarz (1840–1906), politik, novinář
- Vincenc Jarolímek (1846–1921), matematik
- Jan Vincenc Diviš (1848–1923), vynálezce, básník, spisovatel
- Artur Kraus (1854–1930), astronom, podnikatel
- Karel Emanuel Macan (1858–1925), hudební skladatel, esperantista
- František Černý (1861–1940), umělec, hudební skladatel
- Josef Pírka (1861–1942), c. k. dvorní fotograf, průkopník sportovní fotografie
- Božena Vikova-Kunětická (1862–1934), politička, spisovatelka
- Marie Gebauerová (1869–1928), spisovatelka
- Otakar Trnka (1871–1919), inženýr, politik
- Roderich Bass (1873–1933), klavírista a hudební skladatel
- František Lexa (1876–1960), egyptolog
- František Bíbl (1880–1932), spisovatel, překladatel
- Vilém Mathesius (1882–1945), lingvista, spisovatel
- Jan Kašpar (1883–1927), letecký konstruktér a pilot
- Emil Artur Longen (1885–1936), dramatik, herec, scenárista
- Oskar Brázda (1887–1977), malíř a sochař
- Jaroslav Grus (1891–1983), malíř
- Hanuš Thein (1904–1974), zpěvák, pedagog, režisér
- František Vyčichlo (1905–1958), matematik, pedagog
- Vladimír Vokolek (1913–1988), básník, prozaik, esejista
- Ota Janeček (1919–1996), malíř, grafik, ilustrátor, zasloužilý umělec
- Jiří Toman (1924–1972), fotograf, ilustrátor
- Petr Haničinec (1930–2007), herec
- Bohuslav Ondráček (1932–1998), hudební skladatel, dramaturg a producent
- Jiří Pištora (1932–1970), básník
- Vladimír Popelka (* 1932), hudební skladatel, dirigent a aranžér
- Josef Krám (* 1937), středoškolský učitel
- Jan Přeučil (* 1937), herec
- Jiří Gruša (1938–2011), spisovatel, prozaik, politik
- Vladimír Nadrchal (* 1938), hokejista
- Alois Švehlík (* 1939), herec
- Petr Kabeš (1941–2005), básník
- Stanislav Prýl (1942–2015), hokejista
- John Bok (* 1945), politický aktivista
- Lešek Semelka (* 1946), zpěvák, skladatel
- Jiří Crha (* 1950), hokejový brankář
- Ivan Exner (* 1960), malíř
- Otakar Janecký (* 1960), hokejista
- Jiří Šejba (* 1962), hokejista
- Jitka Píšová-Slavíková (* 1963), malířka a ilustrátorka
- Roman Prymula (* 1964), lékař, epidemiolog a politik
- Dominik Hašek (* 1965), hokejový brankář
- Martin Hašek (* 1969), fotbalista
- Jolana Voldánová (* 1969), moderátorka
- Tereza Maxová (* 1971), modelka
- Tomáš Martinec (* 1976), hokejista
- Jan Bulis (* 1978), hokejista
- Petr Sýkora (* 1978), hokejista
- Aleš Hemský (* 1983), hokejista
- Julián Záhorovský (* 1984), zpěvák
- Ivana Korolová (* 1988), herečka
- Karel Kovář (* 1996), youtuber
- Jan Macák (* 1997), youtuber

## Partnerská města
- Doetinchem, Nizozemsko
- Merano, Itálie
- Rosignano Marittimo, Itálie
- Pernik, Bulharsko
- Schönebeck, Německo
- Selb, Německo
- Skellefteå, Švédsko

### Spřátelená města
- Jerez de la Frontera, Španělsko
- Golega, Portugalsko
- East Lothian, Spojené království
- Waregem, Belgie
- Sežana, Slovinsko
- Vysoké Tatry, Slovensko